# Olivetti
Olivetti ist ein italienisches Unternehmen mit Sitz in Ivrea, das Computer, Bürogeräte und -maschinen sowie Anwendungssoftware herstellt. Es wurde 1908 von Camillo Olivetti gegründet. Große Beachtung erlangte es mit dem hohen gestalterischen Niveau seiner Produkte, von denen viele als Meilensteine des Industriedesigns gelten. Olivetti ist seit 2003 ein Tochterunternehmen der Telecom Italia.
Der Fabrik- und Wohngebäudekomplex der Olivetti-Werke in Ivrea ist seit dem 1. Juli 2018 UNESCO-Welterbestätte.

## Geschichte

### Anfänge

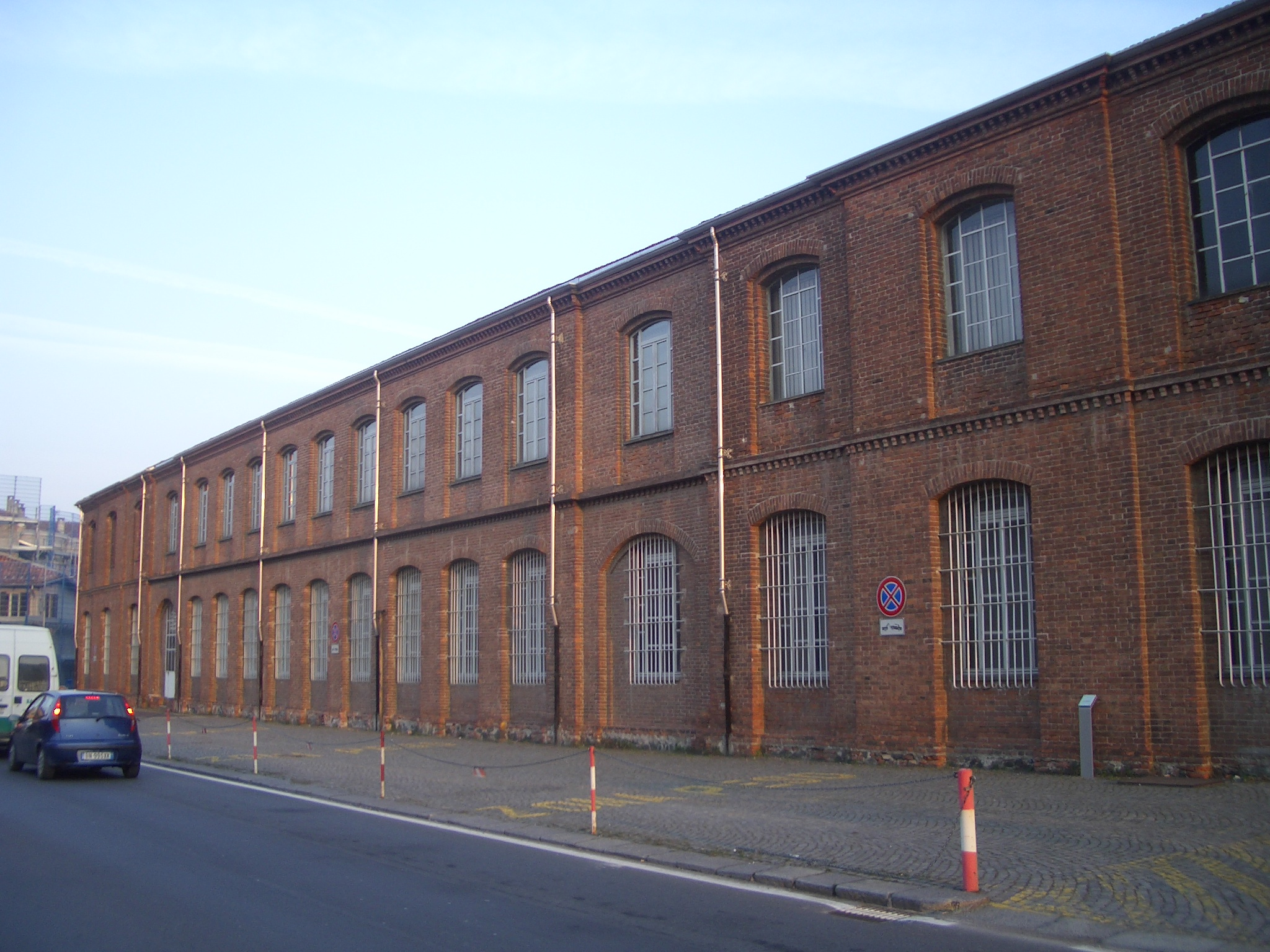
Die frühe Olivetti-Fabrik in Ivrea

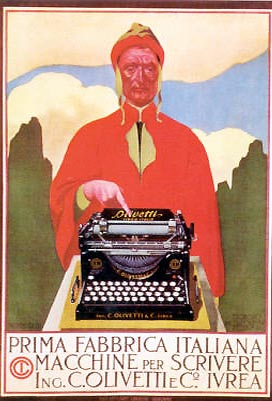
Werbung für die Schreibmaschine M1

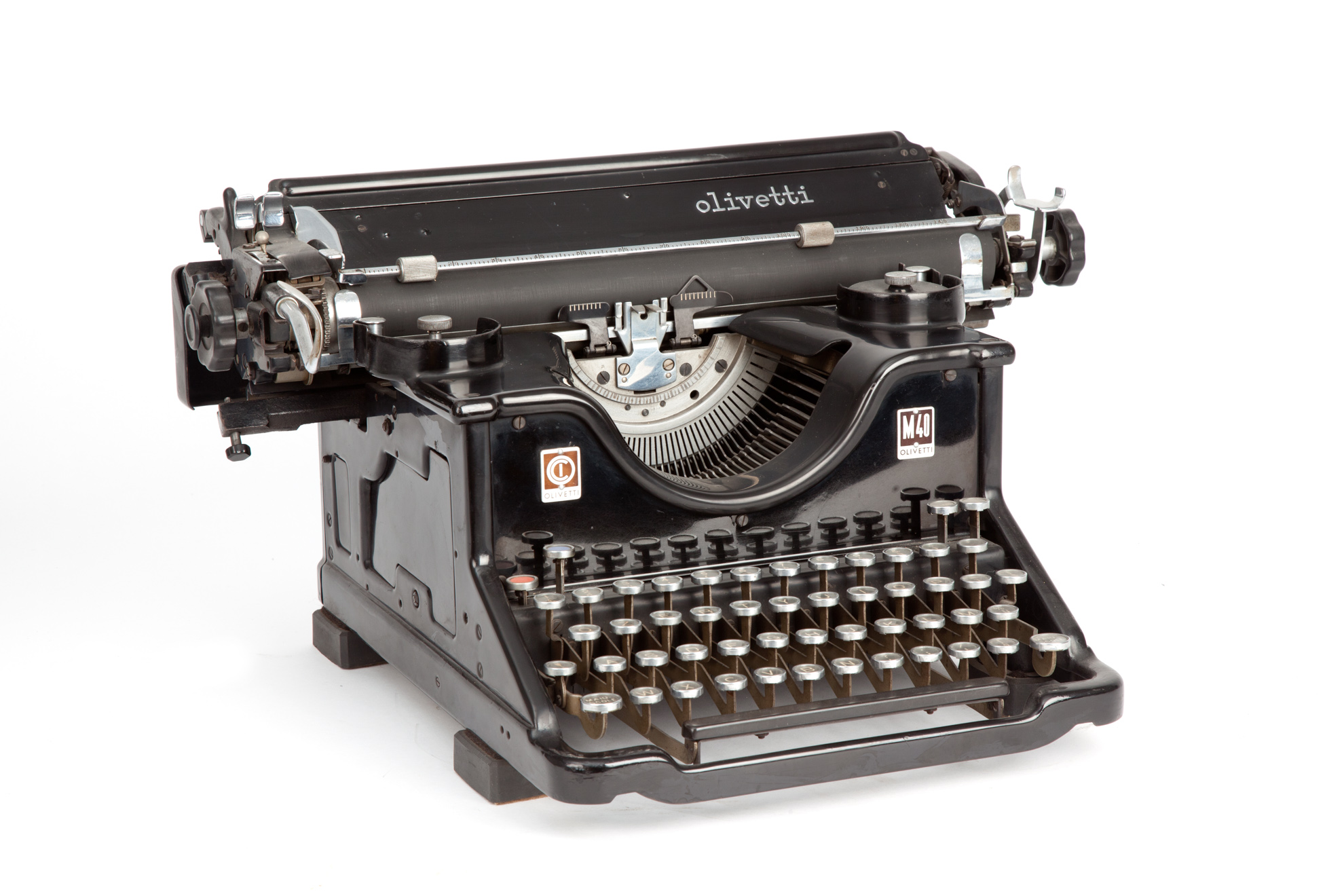
Schreibmaschine M40 von 1930

Camillo Olivetti, Sohn einer begüterten jüdischen Familie, gründete in einem kleinen Ziegelbau am Stadtrand von Ivrea eine Werkstatt, in der er mit einigen Technikern in dreijähriger Arbeit die Schreibmaschine „M1“ entwickelte, die er 1911 auf der Turiner Industrie-Ausstellung vorstellte. Die M1 wurde zum Erfolg: 1920 beschäftigte Olivetti 200 Arbeiter, 1933 rund 800 und im Kriegsjahr 1940 6000. 1930 eröffnete er seine erste Montagefabrik in Übersee. Zwei Jahre später wurde Olivetti in eine Aktiengesellschaft überführt.
Schon zu Anfang zeichnete sich Olivetti durch ein für damalige Zeiten ungewöhnliches soziales Engagement aus. So wurde 1909 eine Betriebskrankenkasse gegründet; in der Folge wurde ein Sozialsystem entwickelt, das vom Kindergarten und der Mütterfürsorge über die Begabtenförderung und Urlaubsheime bis zur kulturellen Betreuung der Betriebsangehörigen reichte. Arbeitnehmer wurden gezielt aus der Region Ivrea angeworben und stellten 90 % der Belegschaft. Olivetti erhoffte sich so deren stärkere Identifikation mit dem Unternehmen. Um einer Enteignung durch die antisemitischen Faschisten zu entgehen, überschrieb Camillo Olivetti das Unternehmen seinem christlich getauften Sohn Adriano Olivetti. Dieser führte ein neues Managementsystem ein und definierte die Gestaltung als wesentliches Identifikationsmerkmal des Unternehmens. 1938 ließ er den Geschäftssitz von der alten Backsteinfabrik in ein neues Gebäude mit Glasfassade verlegen, das er bei den jungen Architekten Luigi Figini und Gino Pollini in Auftrag gegeben hatte.
Ab 1931 wurden Büromöbel der „Synthesis“-Produktlinie produziert, die von Alexander „Xanti“ Schawinsky und Marcello Nizzoli entworfen worden waren. Mit der Schreibmaschine MP1 „Ico“ stieg Olivetti 1932 in den Markt der portablen Schreibmaschinen ein. Das Plakat zur Produkteinführung wurde von Schawinksy gestaltet, das Gerät selbst von Aldo Magnielli. Wenngleich die Maschine in fünf Farben (schwarz, rot, blau, grau, grün) erhältlich war, wurden die meisten Exemplare in schwarz bestellt. Nach dem Erfolg der „Ico“ folgte 1935 die Studio 42 als halbprofessionelle Maschine. Schawinsky entwarf das Gerät, konsultierte jedoch auch die Architekten Figini und Pollini, die zu jener Zeit den Bau des neuen Hauptgebäudes betreuten. Die von Camillo Olivetti entworfene M20 wurde ab 1942 nicht mehr in schwarz hochglanz, sondern in einem dunkelgrauen Strukturlack ausgeliefert.
1948 brachte Olivetti seinen elektrischen Rechner Divisumma heraus. In den 1950er Jahren hatte das Unternehmen eigene Niederlassungen in 21 Ländern, zwei Drittel der Produktion wurden außerhalb Italiens verkauft.
Adriano Olivetti gründete 1946 die Zeitschrift «Comunità» und „vereinte die besten Denker und Theorien zu Staat und Politik, zu Kunst und Literatur“. Zu der unkonventionellen Unternehmenspolitik gehörte ein ungewöhnlicher Mitarbeiterstab. Chef der Sozialabteilung war der sozialkritische Lyriker Paolo Volponi, mitunter aber auch Absolventen eines katholischen Internats in Frankreich.

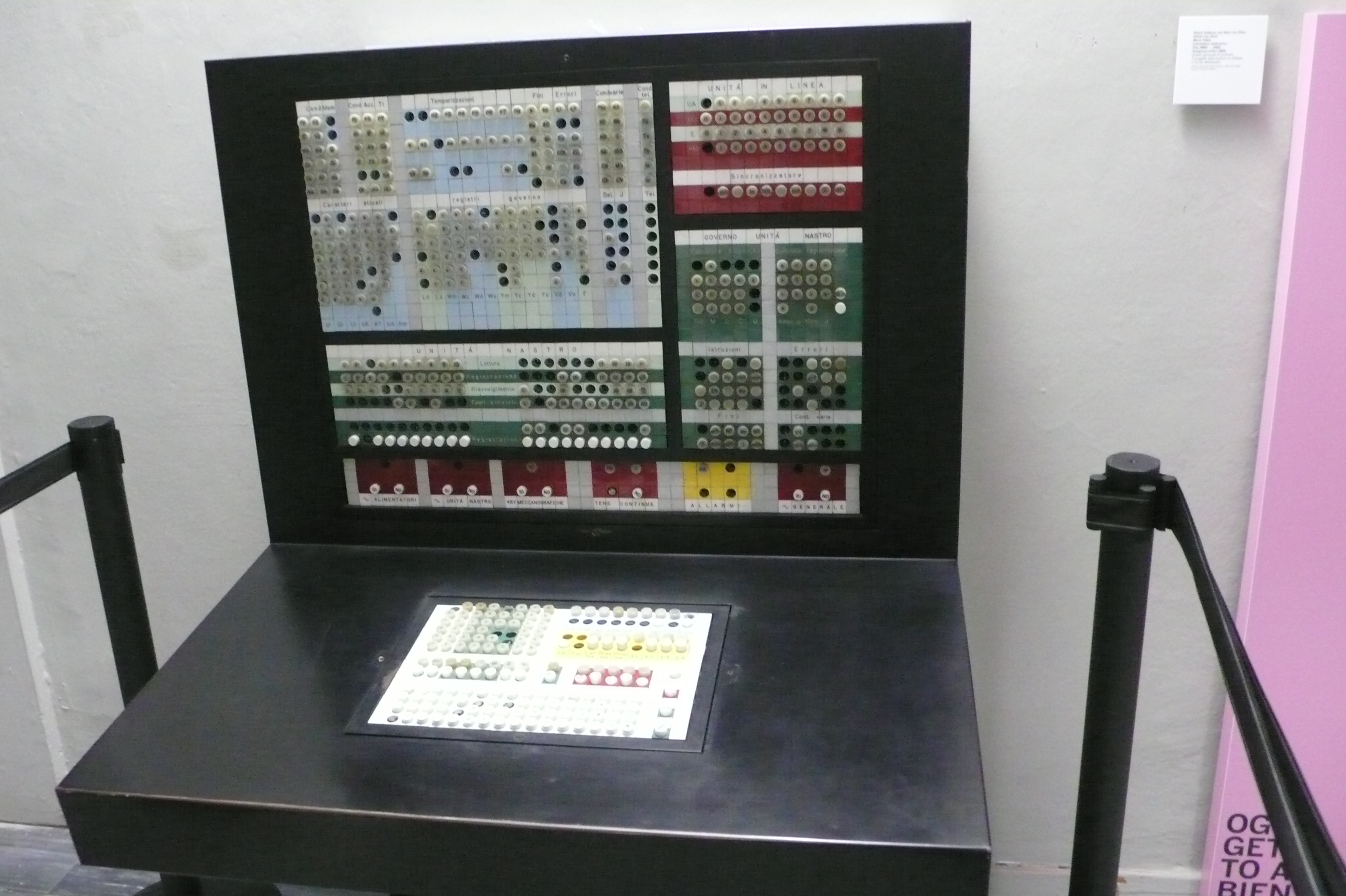
Großrechner Elea 9003 von 1957

Der erste in Italien produzierte elektronische Computer mit Transistoren wurde 1959 von Olivetti unter der Bezeichnung Elea 9003 vorgestellt. Im gleichen Jahr übernahm Olivetti den US-amerikanischen Schreibmaschinenhersteller Underwood. Adriano Olivetti erlag 1960 im Schnellzug zwischen Montreux und Lausanne einem Schlaganfall; das bisher von ihm geführte Unternehmen wurde zum Zankapfel der insgesamt sieben Erben. Kurz darauf starb der noch von Adriano Olivetti eingesetzte Olivetti-Präsident Giuseppe Pero. 1964 geriet das Unternehmen erstmals in finanzielle Schwierigkeiten, nachdem die Übernahme von Underwood keine nennenswerten Mehrverkäufe einbrachte und der Export nach Südamerika hinter den Erwartungen zurückblieb. Die bisherige Unternehmensstrategie war ein „Sozialismus ohne Marx“ mit überdurchschnittlichen Löhnen und Sozialleistungen für die Belegschaft; nun war es zu großen Entlassungen und Lohnkürzungen gezwungen.

### Entwicklung als Elektronik-Hersteller

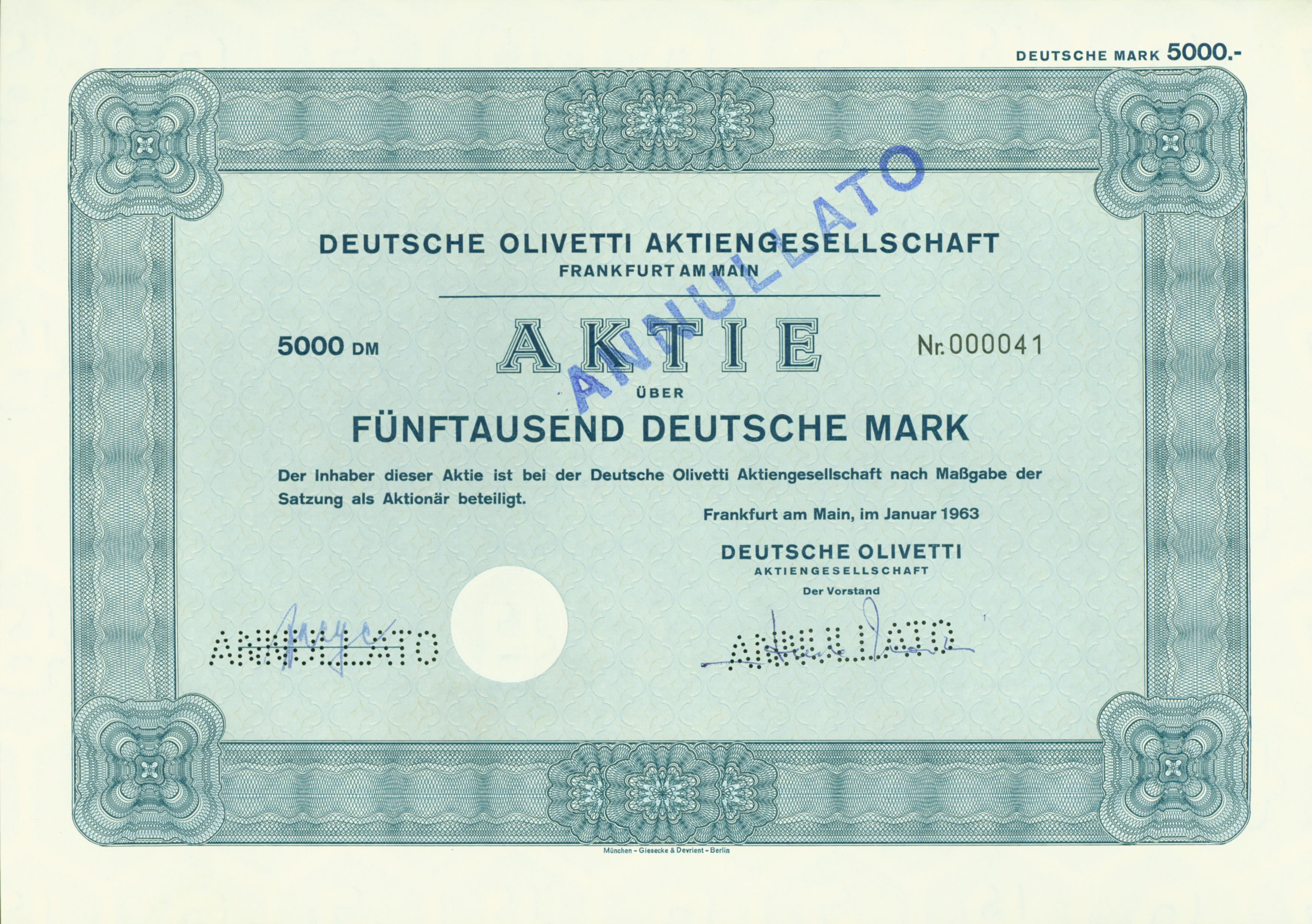
Aktie über 5000 DM der Deutschen Olivetti AG vom Januar 1963

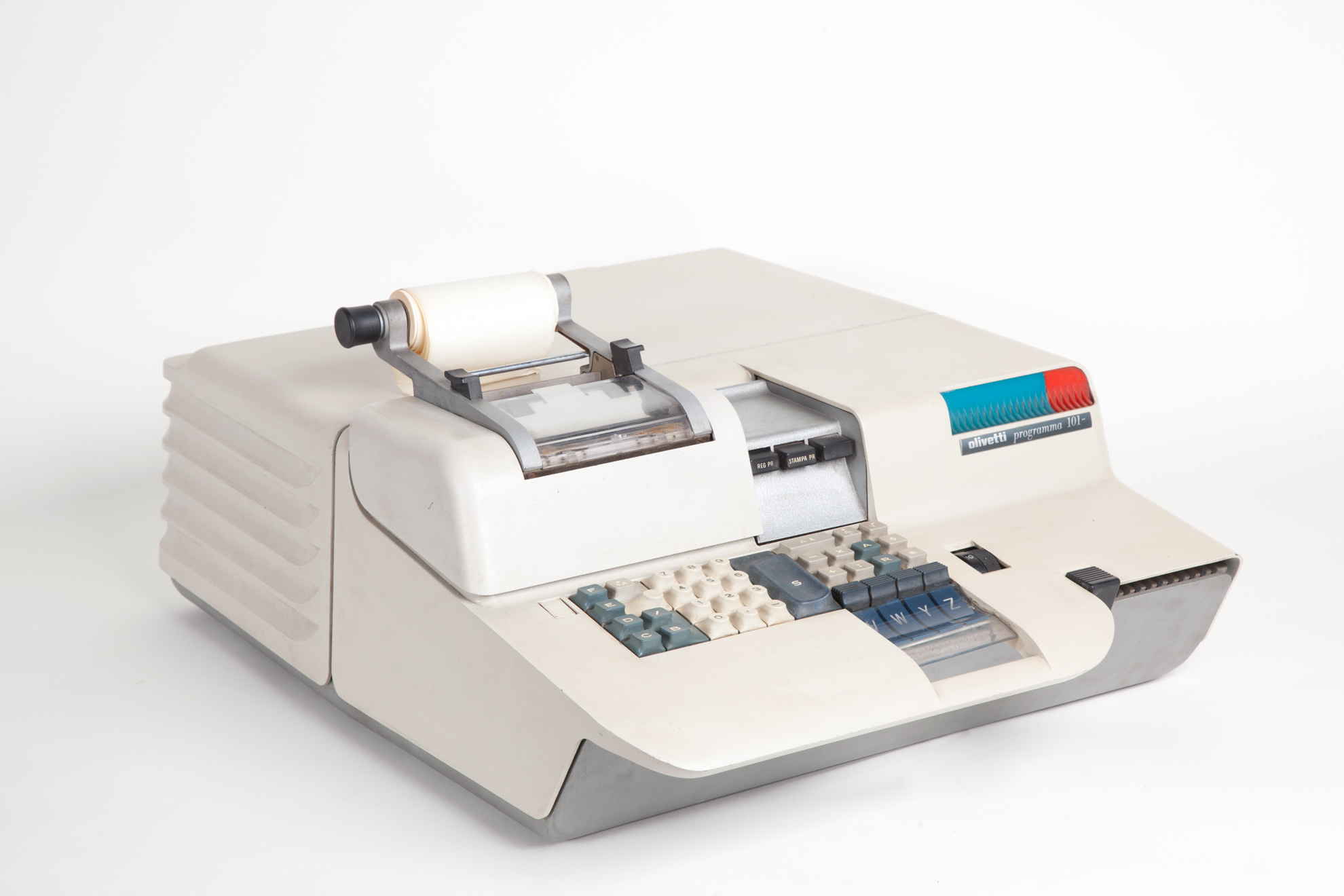
Programma 101 von 1965

Bruno Visentini, ein Freund und Anwalt des Verstorbenen, übernahm die Führung des Unternehmens. Er gliederte 1964 die Werkzeugmaschinen- und Großrechnerfertigung (Geschäftsbereich Elektronik) an das US-Unternehmen General Electric aus, forcierte die Entwicklung und Produktion von Mikro-Computern und baute die Gestaltungsabteilung (Produktdesign, Werbung, Architektur) auf 100 Personen aus. 1968 lieferte Olivetti eine komplette Fabrik für Rechen- und Buchungsmaschinen in die Sowjetunion; der Wert des Auftrags belief sich auf 320 Millionen DM. Erstmals wurden CNC-Steuerungen für Werkzeugmaschinen angeboten und lokale Terminals statt Großrechnern. Zum Erfolg wurde in den 1960er Jahren der Computer Olivetti Programma 101 (Stückpreis: 16.428 DM), vor allem in den USA, wo ihn die NASA zur Berechnung der Mondlandung einsetzte. Mit Einführung der Mehrwertsteuer in Deutschland wurde der Büro-Computer P 203 ein Bestseller und verfünffachte den Umsatz Olivettis im Land. Erfolgreich war der BASIC-Computer P6060. Mit der TC 800 ab 1974 und mit der L1-MOS-Linie war Olivetti auch mit multiuserbasierten Minicomputern im Geschäft.

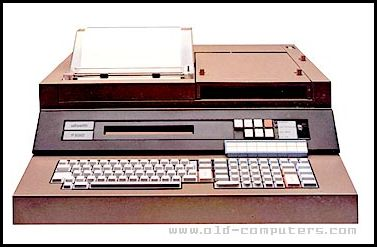
Der Computer P6060 von 1976 mit integriertem Thermodrucker

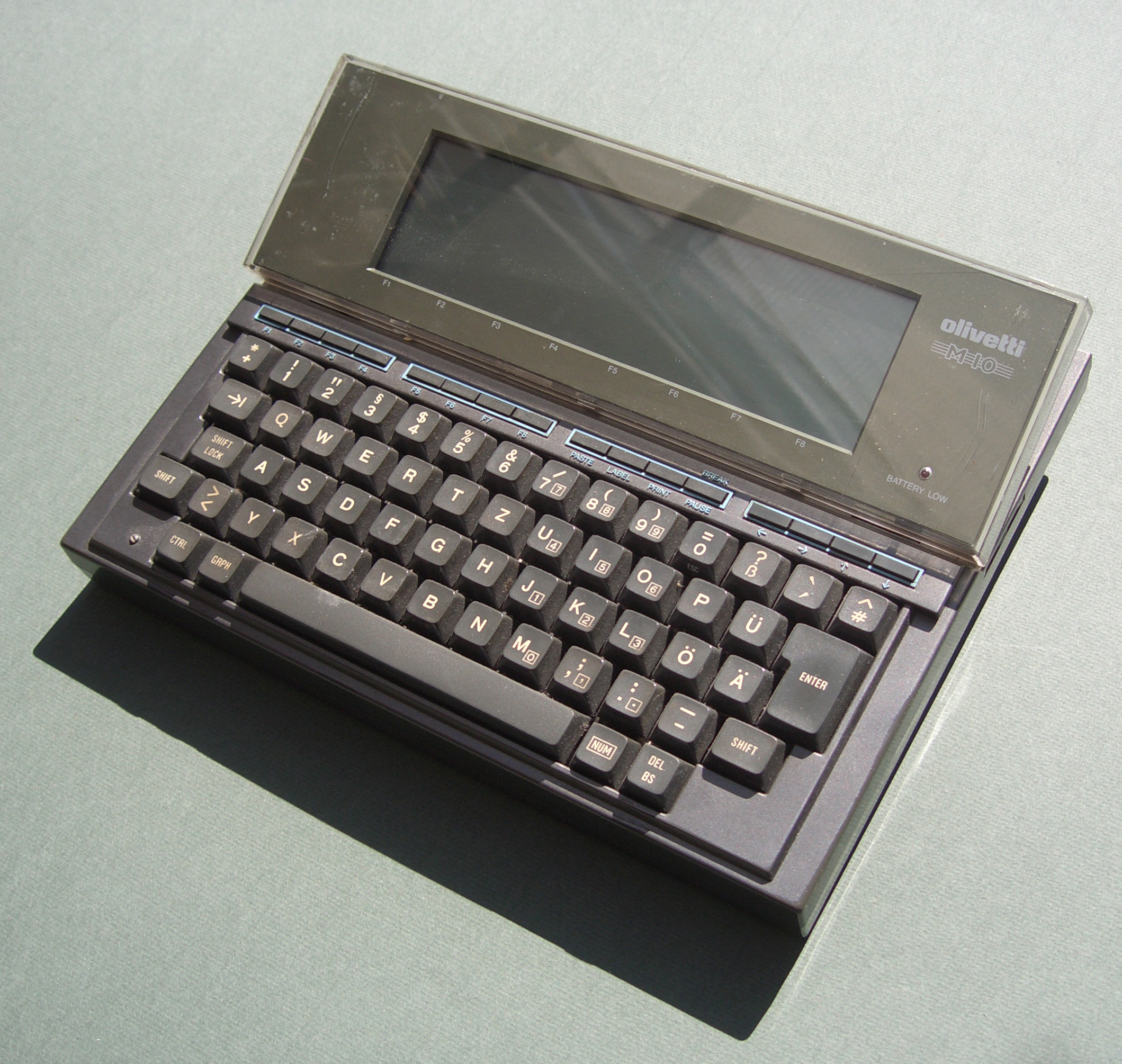
M10 von 1983

Zu Beginn der 1970er Jahre erzielte Olivetti nur 20 % des Umsatzes direkt mit Computern; bis 1977 stieg dieser Anteil auf 43 %. Ein großer Erfolg – weil Symbol einer hierarchiefreien Gegenkultur zum klassischen Büro – wurde 1969 die Design-Ikone Olivetti Valentine.

## Olivetti in Deutschland

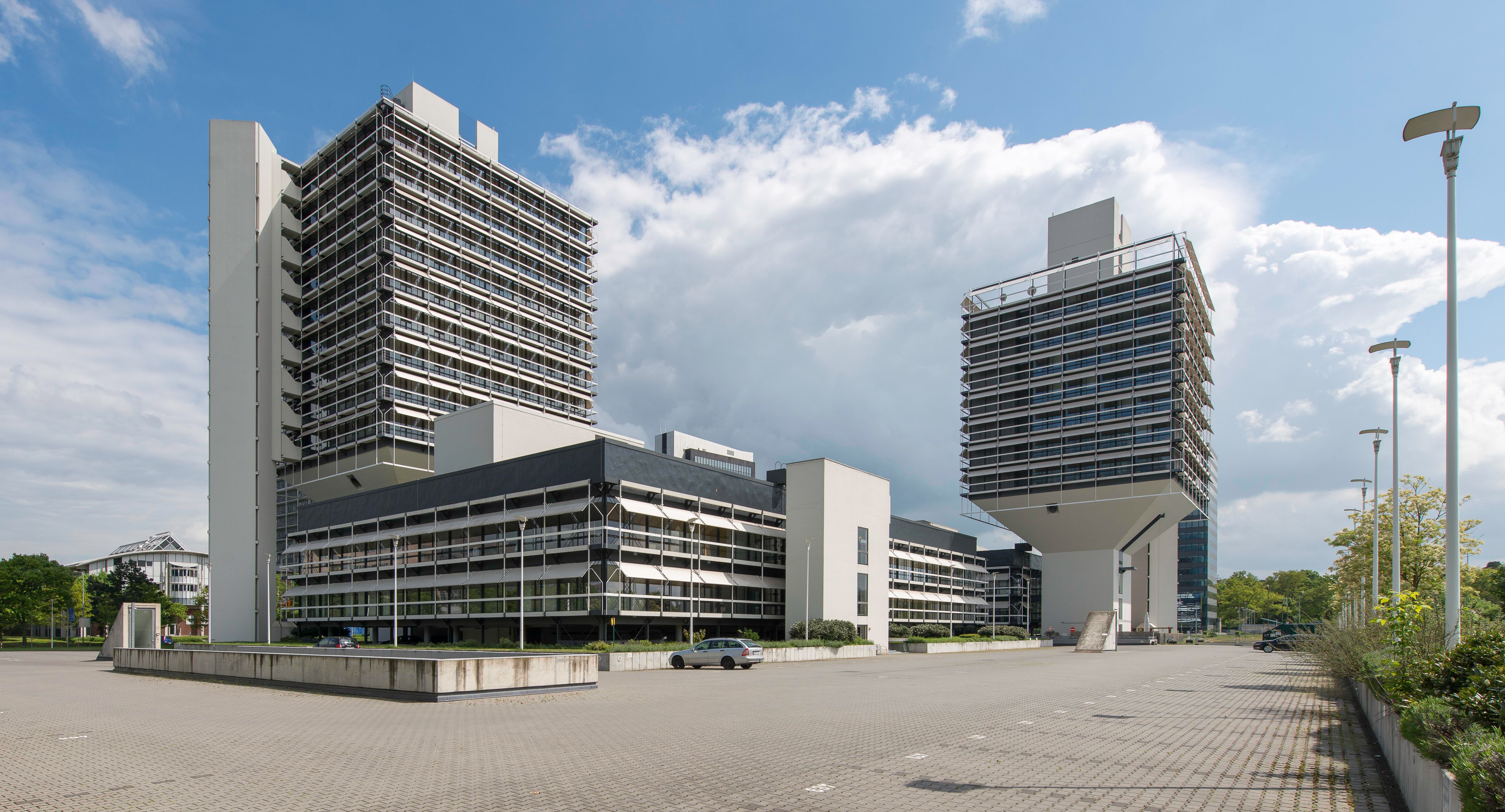
Die Olivetti-Türme in Frankfurt, entworfen von Egon Eiermann

Seit den 1950er Jahren bis 1972 war die Deutsche Olivetti GmbH an verschiedenen Standorten im Kreis Offenbach angesiedelt, unter anderem mit einer Servicewerkstatt in Offenbach am Main (Kaiserlei), der Verwaltung in Neu-Isenburg und einem Lager in Dietzenbach (Waldstraße).
1972 zogen alle Bereiche außer dem Lager und dem technischen Kundendienst (dieser zog im Jahr 1977 aus der Schmickstraße nach) in die architektonisch markanten Olivetti-Türme in Frankfurt-Niederrad (Lyoner Straße 34) um, in denen sich heute verschiedene kleine Firmen eingemietet haben. Der linke Turm über dem Haupteingang des Gebäudes war hauptsächlich ein Schulungshotel mit sehr futuristisch eingerichteten Zimmern. Im rechten Turm befanden sich Geschäftsleitung, Verwaltung, Vertrieb und Marketing. In den Pavillons unterhalb der Türme lag über dem Haupteingang die Kantine, im rechten, größeren Pavillon im Erdgeschoss befanden sich ein Schauraum mit Produktausstellung, der technische Kundendienst (Teku) und im ersten Stock die Elektronikwerkstätten und zahlreiche Schulungsräume. Außerdem gab es weitere Schulungsräume in einem von Hertie angemieteten Komplex in der Rhonestraße. Das Zentrallager mit der Abteilung „Applikation“ für kundenspezifische Anpassungen und Installationen war bis 1992 im Osthafen in einem Lagergebäude in der Schmickstraße, dann zog dieser Bereich in ein größeres Gebäude in Flörsheim (Böttgerstraße) um. Weitere Teku-Niederlassungen gab es in Hamburg, Berlin, Düsseldorf, Stuttgart und München.
Die Büromaschinen wurden hauptsächlich über den Fachhandel vertrieben, lediglich größere Kunden wie die Frankfurter Großbanken bediente Olivetti direkt und schloss mit diesen Kunden regelmäßig wiederkehrende Wartungsverträge mit eigenen Technikern ab.
Die Entscheidung von 1992 zur Aufteilung des Konzerns in drei Sparten (s. u.) hatte auch für die Deutsche Olivetti GmbH Folgen: Sie spaltete sich auf in die TA-Olivetti GmbH und die Olivetti Systems & Networks GmbH (OS&N). Erstere zog später nach München um und verkaufte über Händler Büroprodukte, PCs, Drucker und Zubehör.
OS&N betrieb das Projektgeschäft mit Großkunden, vor allem aus den Bereichen Banken, Handel und Behörden. Diesen Branchen wurden spezielle Produkte angeboten: Geldausgabeautomaten, Kontoauszugsdrucker, Automatische Kassentresore, Flachbettdrucker, IBM-kompatible Terminalsysteme und natürlich auch PCs mit spezieller und teils zugekaufter Peripherie. Dazu gehörten dann auch die entsprechenden Wartungsdienstleistungen sowie Professional Services.
Anfang 1998 wurde Olsy, der Unternehmensbereich für Systeme und Software, von der Olivetti Group an Wang Global verkauft. In Deutschland sollten die lokale Tochtergesellschaften von Wang und die OS&N GmbH nach ersten Planungen verschmolzen werden. Doch dann wurde die OS&N GmbH am 17. März 1998 zum symbolischen Preis von US$ 1,- an das US-Unternehmen Cartgate verkauft, das aus einer Wang-Tochter hervorgegangen war und in Deutschland vom Geschäftsführer der deutschen Wang-Tochter vertreten wurde. Der neue Eigentümer beantragte am 8. Mai 1998 die Namensänderung von Olivetti Systems & Networks GmbH in INTES Information Technology Services GmbH. Nach Eintrag des neuen Firmennamens in das Handelsregister stellte die INTES GmbH am 12. Mai 1998 einen Konkursantrag wegen Überschuldung.

## Weitere Entwicklung des Konzerns
1986 übernahm Olivetti den schwer defizitären Büromaschinen- und Computerhersteller Triumph-Adler vom Volkswagen-Konzern. Wenngleich das Unternehmen als rückständig galt, so verfügte es nach wie vor über ein gut ausgebautes Vertriebsnetz. Bei Triumph-Adler wurden unrentable Fertigungslinien aufgegeben und Abteilungen verkleinert; insgesamt wurden 4000 Arbeitsplätze abgebaut. Es folgte der Umzug der Deutschlandzentrale von Frankfurt nach Nürnberg auf dessen Betriebsgelände. Nach der Integration der Firma wurden 1994 der Service-Bereich von Triumph-Adler und der Markenname wieder verkauft.
Als Olivettis Generaldirektor Carlo de Benedetti, genannt L’ingegnere, 1988 nach dem Erwerb von 18 % des Aktienkapitals der Société Générale de Belgique seine Absicht bekanntgab, die Beteiligung bis zum Erwerb einer Sperrminorität aufzustocken, versuchte das belgische Establishment ihn daran zu hindern, da die größte belgische Geschäftsbank dank ihrer Industrieholding über weitverzweigte Beteiligungen in der belgischen Industrie verfügte und als nationale Institution galt.

### Wandel der Kernbereiche
In den 1980er Jahren war Olivetti der zweitgrößte PC-Anbieter in Europa nach IBM, nach anderen Angaben der zweitgrößte Computerhersteller der Welt. 71 % des Umsatzes wurde 1982 mit Computern erzielt. Gleichzeitig war Olivetti in Europa Marktführer bei den Büromaschinen, speziell mit elektronischen Schreibmaschinen; in Deutschland waren allerdings die deutschen Hersteller Olympia und Triumph-Adler etwas weiter verbreitet. Ab den späten 1980er Jahren begann der Preisverfall im PC-Geschäft, und auch das Schreibmaschinengeschäft ging langsam zurück.
Olivetti war gezwungen, mehr und mehr Komponenten aus Japan und Korea zu beziehen, wo sie günstiger zu fertigen waren. Das Unternehmen war stark der Produktpiraterie ausgesetzt: Eine hochwertige elektronische Haushaltsschreibmaschine, die in 18.000 bis 20.000 Stück für 499 DM angeboten wurde, gab es beispielsweise bald als Kopie aus Fernost für 298 DM.
De Benedetti gliederte das Unternehmen 1992 in drei neue Geschäftssparten: Systems and Networks, Software und Office.
Immer mehr verschob das Unternehmen seine Kapazitäten in den Telekommunikationsbereich. Der Preis- und Qualitätsverfall im Endkundenmarkt zwang Olivetti 1995 sogar zur Einstellung der Eigenentwicklung von Personal-Computern und ab 1997 zum vollständigen Rückzug aus diesem Bereich. Bis 2010 beschränkte sich das Unternehmen auf Geschäftskunden.

### Einstieg in den Mobilfunkmarkt und Übernahme der Telecom Italia
1995 hatte Olivetti mit der deutschen Mannesmann AG ein gemeinsam betriebenes Mobilfunkunternehmen namens Omnitel gegründet, an dem zuletzt Mannesmann mit 31,4 % und Olivetti mit 23,4 % beteiligt waren. Als Olivetti sich 1999 um einen Anteil an der Telecom Italia bewarb, einigten sich die beiden Konzerne auf einen Verkauf der Olivetti-Anteile am größten italienischen Mobilfunkanbieter Omnitel an Mannesmann, die dadurch heute im Besitz von Vodafone sind. Mannesmann und Olivetti gründeten und betrieben ebenfalls ein gemeinsames Festnetztelekommunikationsunternehmen unter der Firma Infostrada, an dem beide bis zu Olivettis Eintritt bei Telecom Italia zu je 50 % beteiligt waren. Nach der Übernahme von Mannesmann durch Vodafone verkaufte diese Infostrada an die italienische ENEL weiter.
1999 erwarb die Bell S.A. aus Luxemburg einen Mehrheitsanteil an Olivetti, verkaufte ihn aber zwei Jahre später an ein Konsortium, an dem Pirelli mit 60 % und Edizioni Holding, einer Tochter des italienischen Bekleidungskonzerns Benetton, mit 40 % beteiligt waren. In einer langen Übernahmeschlacht erwarb Olivetti dann die Mehrheit der Telecom Italia. 2003 wurde Telecom Italia (jetzt TIM S.p.A.) der neue Dachkonzern und Olivetti Tecnost die Marke der Technologiesparte. Die Bereiche des neuen Konzerns sind seitdem Telekommunikation und Informationstechnik.

### Der Wiedereinstieg in den Computerbereich
Im März 2010 überraschte Olivetti die Öffentlichkeit mit dem Wiedereinstieg in den Computermarkt mit dem Notebook Olibook S1300, das seit dem 16. März 2010 in Italien vermarktet wurde.
Seit Frühjahr 2011 werden unter dem Namen Olivetti OliPad Tablet-Computer vertrieben. Das OliPad 110 wurde in Deutschland und Österreich über Aldi und Hofer im Dezember 2011 als Medion LifeTab 9514 verkauft.

## Architektur und Design

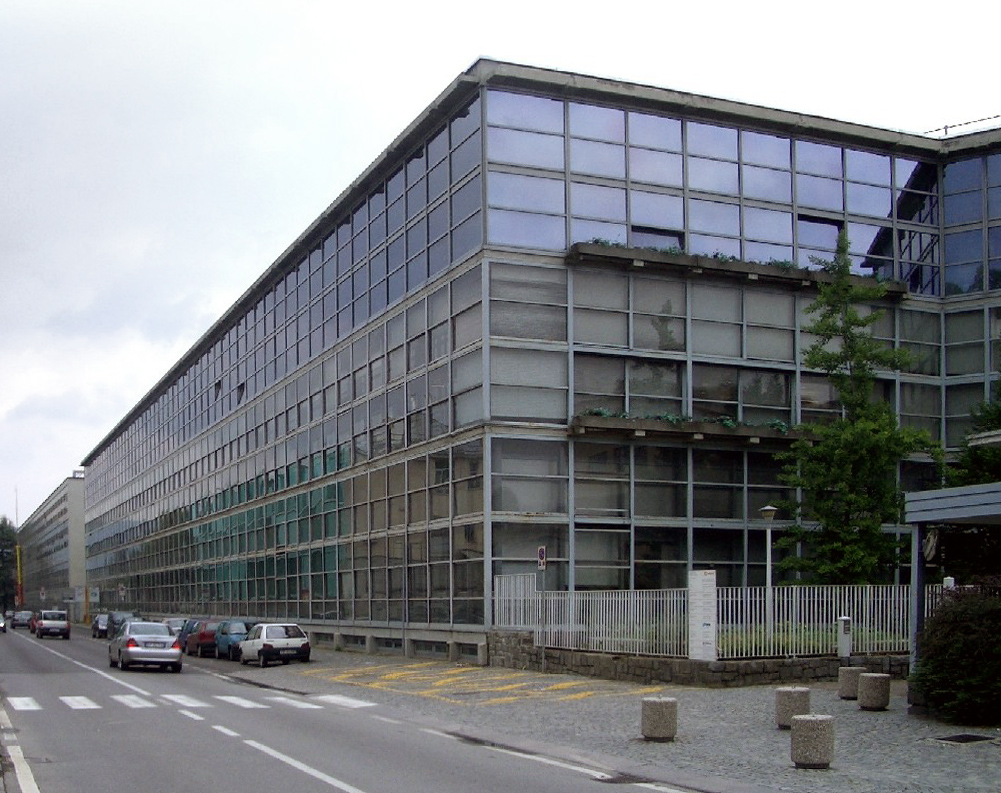
Das Fabrikgebäude von 1939–1942 in Ivrea

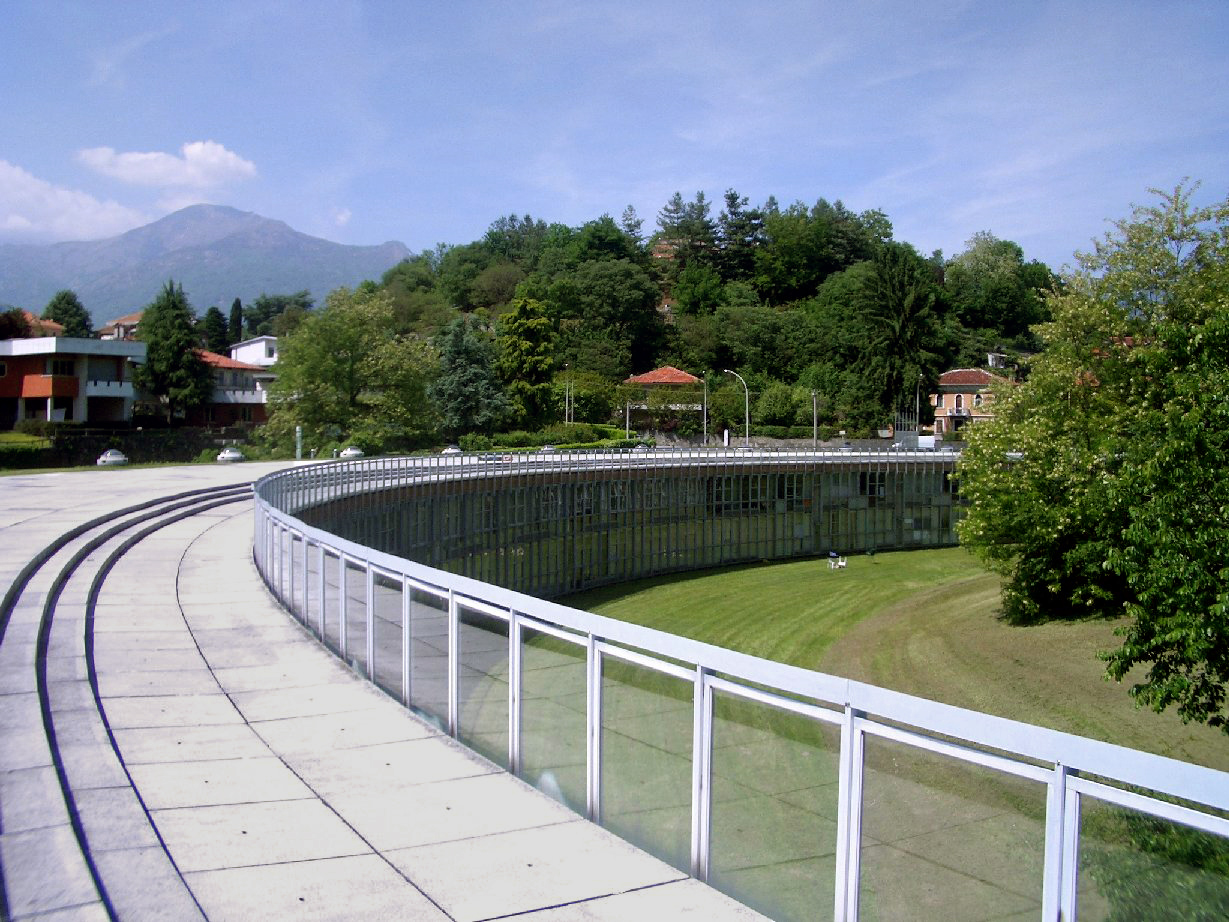
Dachpromenade auf dem firmeneigenen Wohngebäude Unità residenziale Ovest in Ivrea, entstanden 1969–71

Bereits Camillo Olivetti zeigte eine große Designaffinität und verzichtete im Kontext der neuen Sachlichkeit auf Hochglanzlackierungen und vergoldete Rähmchen auf den Schreibmaschinen zugunsten einer grauen Strukturlackierung. Mit der Ico wurde erstmals eine Schreibmaschine zusammen mit Designern entwickelt. 1936 wurde Xanti Schawinsky, ein Absolvent des Bauhauses, als Grafiker eingestellt. Ab 1936 war für das Produktdesign und die Architektur Industriedesigner und Architekt Marcello Nizzoli verantwortlich. Es folgten in dieser Position in den späten 1960er Jahren Ettore Sottsass und in den 1980er Jahren Mario Bellini.
Das Zürcher Kunstgewerbemuseum veranstaltete 1961 eine Ausstellung mit dem Namen Stile Olivetti. Auf der Documenta III wurden Geräte von Olivetti gezeigt. In den 1960er Jahren wurden Produkte des Unternehmens in die Sammlung des Museum of Modern Art aufgenommen und mit Preisen ausgezeichnet, darunter das 1966 entworfene Videoterminal TCV-250 von Mario Bellini. Olivetti war das erste ausländische Unternehmen in den USA, das zu Produktionszeiten eine solche Anerkennung fand. In Deutschland kooperierte das Unternehmen mit der Hochschule für Gestaltung Ulm. Ein ehemaliger Student dieser Hochschule, Hans von Klier, überarbeitete von 1971 bis 1978 das Corporate Design des Unternehmens und begründete die „roten Bücher“ als Gestaltungsrichtlinien.
1983 wurde das 75-jährige Firmenjubiläum gefeiert, es stand unter dem Motto Design Process Olivetti. Der Spiegel schrieb von den „elegantesten Produkten des Maschinenzeitalters“ und nannte als Beispiel die von Nizzoli entworfenen Schreibmaschinen Lexikon 80 (1948) und Lettera 22 (1950).
Das Wachstum des Unternehmens führte zu einer großen Anzahl von architektonisch anspruchsvollen Neubauten. Olivetti gilt als Pionier der Corporate Architecture. Der Ort Ivrea wuchs durch Olivetti zu einer Stadt von 30.000 Einwohnern, um nach dem Ende der Produktion im Ort auf unter 24.000 zu fallen. Die ehemaligen Firmengebäude bilden seit 2001 als Museo a cielo aperto dell’Architettura Moderna di Ivrea (MaAM) ein Freilichtmuseum der modernen Architektur. Der Fabrik- und Wohngebäudekomplex der Olivetti-Werke in Ivrea wurde am 1. Juli 2018 als UNESCO-Welterbestätte anerkannt. Der bedeutendste Bau ist das ab 1938 von Figini und Pollini entworfene und mehrfach erweiterte Hauptgebäude mit Glasfassade.
In Florenz befand sich die Entwurfs- und Bauabteilung der „Showrooms“, die auch eine eigene Ausbildungsstätte hatte. Der bekannteste Showroom des Unternehmens ist wohl in Venedig an der Piazza San Marco Nr. 101, er wurde 1957–1958 von Carlo Scarpa entworfen. 2006 wurde dieser Shop vom Unternehmen restauriert und mitsamt den ausgestellten Produkten als Museum in die 1950er Jahre zurückversetzt, nachdem er zuvor als Souvenirladen vermietet worden war.
Mit der Architektur der regionalen Niederlassungen und Schulungszentren wurde stets ein bekannter Architekt der jeweiligen Gegend betraut; die aufwendige Bauweise war Teil der Unternehmenskultur. Für Deutschland wurde Egon Eiermann gewählt, für Großbritannien James Stirling, der 1968–1972 ein preisgekröntes Ausbildungszentrum baute. Kenzo Tange entwarf 1969 die Niederlassung in Japan. In den USA entwarf 1966 Louis I. Kahn eine Fabrik, Richard Meier die lokalen Verkaufsbüros und 1971 das Wohnheim des Olivetti Training Center in Tarrytown, New York. Auch Leon Krier arbeitete für Olivetti.
Olivetti wird wegen seines ansprechenden Produktdesigns bisweilen als geistiger Vorläufer der Apple-Design-Philosophie angesehen.

## Produkte

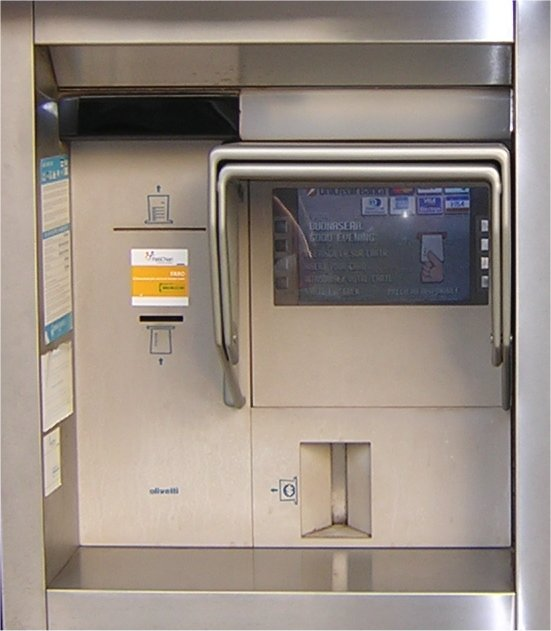
Bancomat von Olivetti

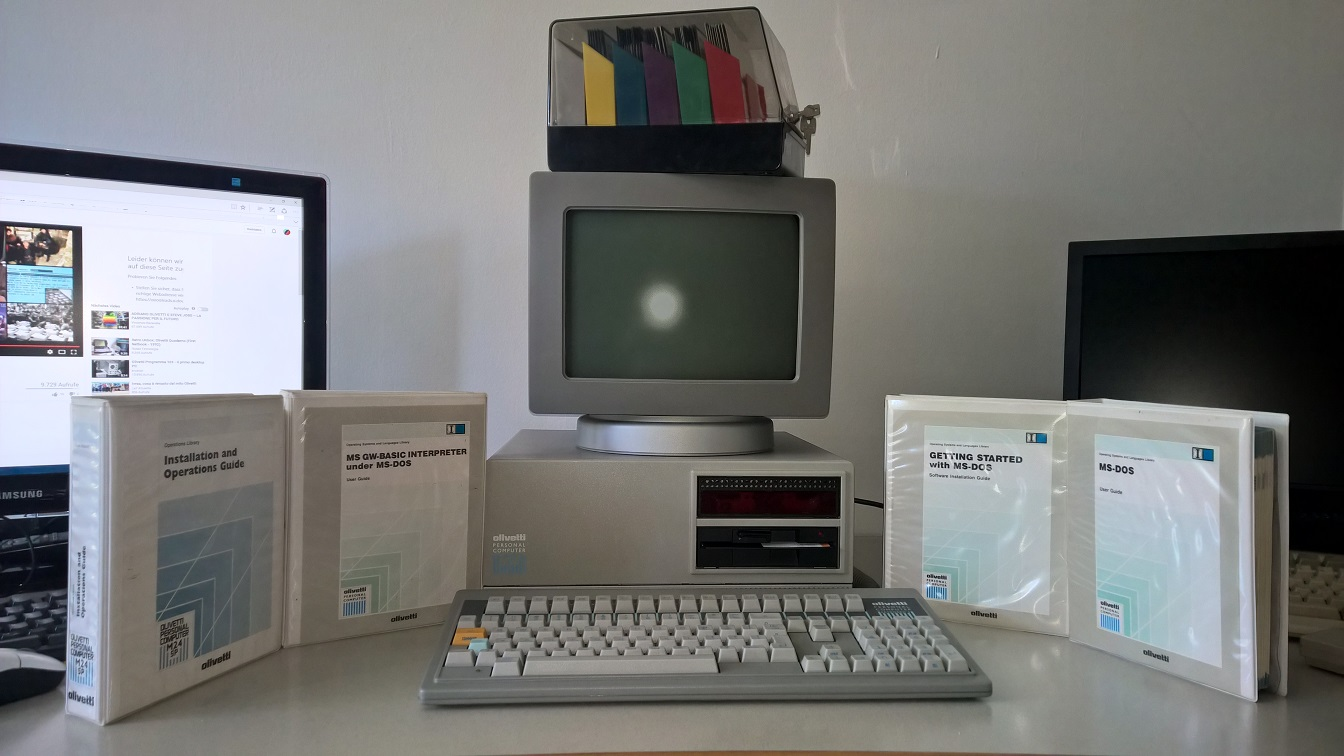
Ein Olivetti M24, ihr erster IBM-kompatibler PC

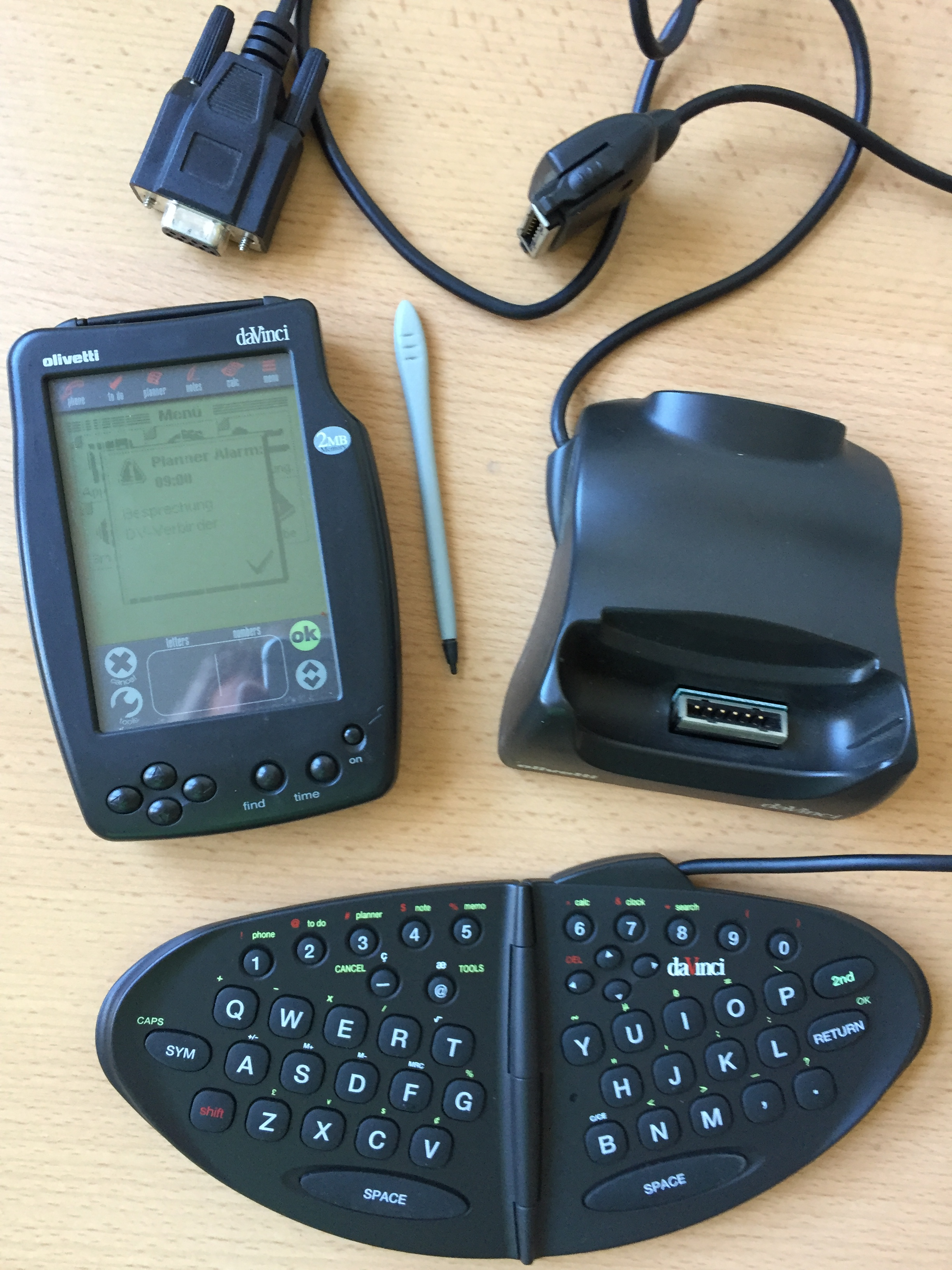
Olivetti daVinci PDA mit Zubehör

Olivetti produzierte oder produziert Schreibmaschinen, Rechenmaschinen, Buchungsmaschinen, Großrechner, Personal Computer, Notebooks, PDAs, Drucker, Tablets, Taschenrechner, Telefone, Bankterminals, Fotokopierer, Fahrkartenentwerter, computergesteuerte Produktionsmaschinen. Neben den Kerngeschäftsfeldern wurden für den Eigenbedarf und für Referenzobjekte auch Büromöbel und Schreibtischaccessoires produziert.
- Olivetti Prodest PC1, ein kompakter Personal Computer (XT-Klon von 1989)
- Olivetti Echos 44 Color, ein portabler Personal Computer (1994)
- Olivetti Echos P75
- Olivetti Envision, Multimedia-PC 1996–1997

Am Olivetti Research Laboratory (ORL) in Cambridge wurde das Virtual Network Computing entwickelt. 1999 wurde das Laboratorium von AT&T aufgekauft und 2002 geschlossen.

### Olivetti-Schreibmaschinen
Die Ära der Schreibmaschine gliedert sich grob in drei Bereiche: rein mechanische Modelle, bei denen der Bediener Kraft aufwenden muss, um den Buchstabenabdruck zu erzeugen, elektromechanische Modelle, bei denen der Bediener nur noch die Funktion auslöst und ein elektrischer Antrieb die Kraft für die Funktion zur Verfügung stellt, und elektronische Modelle, bei denen die Funktionsauslösung nicht mehr unbedingt gleich eine Aktion am Dokument bewirkt, sondern zwischen diesen beiden Gliedern der Funktionskette noch eine Datenverarbeitung und Speicherung erfolgen kann. Auch bei den Schreibmaschinen von Olivetti bildet sich diese Entwicklungshistorie ab; insbesondere bei den elektronischen Typenradschreibmaschinen gilt Olivetti als einer der wesentlichen Pioniere.

#### Olivettis mechanische Schreibmaschinen
Nach der Gründung 1908 begann Olivetti mit der Herstellung vieler Schreibmaschinen-Modelle. Die allererste Schreibmaschine war die M1, die 1911 auf der Weltausstellung Turin vorgestellt wurde. „Besonderer Wert wird auf die Gestaltung der Maschine gelegt. Eine Schreibmaschine darf kein Prunkstück für den Salon sein, das mit Geschmacklosigkeiten überladen ist. Sie sollte nüchtern aussehen und zugleich elegant wirken“ – es klingt wie ein Programm, das die Geschichte des Olivetti-Designs erklärt, ein Grundsatz, den Olivetti bis zum Ende der Schreibmaschinen-Ära beibehielt. Die ab 1938 hergestellte Serie M40 erreichte international große Verbreitung, was sich im Erhalt vieler Maschinen dieses Typs bis heute zeigt. Der Bauhaus-Schüler Xanti Schawinsky gestaltete das Plakat der MP1 Ico von 1936 und später die semiprofessionelle Schreibmaschine Studio 42. Abgelöst wurden diese durch die Lettera-Serie, deren Geräte zumeist von Marcello Nizzoli gestaltet wurden. Als bekanntester Entwurf gilt die Lettera 22, so verwendete Günter Grass bis zuletzt gerne seine Lettera 22. Es folgte als mechanische Schreibmaschine die von Ettore Sottsass entworfene Olivetti Valentine von 1969, welche zusammen mit der Dora auf der Mechanik der Lettera 32 basiert.

#### Elektrische Schreibmaschinen der Tekne-, Editor- und Lexikon-Serien von Olivetti
Mit der Tekne/Editor-Serie stellte Olivetti Mitte der 1960er Jahre seine ersten elektromechanischen Typenhebel-Schreibmaschinen vor. Topmodell dieser Serie war die Editor 5 mit Carbonfarbband und exzellenter Abdruckqualität, mechanisch realisierter Proportionalschrift und der Möglichkeit, über einen mechanischen Zähler auf recht aufwändige Weise sogar in Blocksatz zu schreiben. Eine Editor 3 wurde auch in den frühen Olivetti-Computer TCV 203 als Druckwerk eingebaut. Speziell vom Hersteller darauf abgestimmte Editor-Schreibmaschinen wurden lange Zeit für Schnellschreib-Wettbewerbe eingesetzt; das von Olivetti verwendete Antriebssystem der Typenhebel mit schwingender „Antriebsfahne“ und „Hammerhebeln“ statt der von den Mitbewerbern bevorzugten Reib- und Zahnwalzen eignete sich hierfür sehr gut. Später wurde mit der Lettera 36 eine elektromechanische Reiseschreibmaschine vorgestellt. Mit der Praxis 48 kam 1964 eine von Sottsass und Hans von Klier sehr auffällig als „Haus mit Balkon“ entworfene kompakte semiprofessionelle Maschine heraus, die heute wegen ihres Designs bei Sammlern gesucht ist.
1972 stellte Olivetti mit der Lexikon 90 seine erste auf einer eigenen Lösung basierende Kugelkopf-Schreibmaschine in Konkurrenz zur IBM Selectric vor. Die Lexikon war mit einem mechanischen Festwertspeicher ausgestattet, der die Übersetzung der nationalen Tastaturen in Dreh- und Schwenkbewegungen des ebenfalls national angepassten Kugelkopfes umsetzte. Im Gegensatz zur Selectric hatten die Lexikon-Kugelkopfschreibmaschinen keinen wandernden Druckkopf, sondern wie die Editor-Serie einen Wagen, der die Schreibwalze vor der Abdruckposition hin und her bewegte. Als Novum für Olivetti war die Lexikon mit Farbbandkassetten ausgestattet; der Anwender konnte alternativ Nylon- oder Carbonfarbbänder einsetzen. Das Topmodell Lexikon 94C hatte Proportionalschrift, wie die Editor 5 eine Unterstützung für Blocksatz und verfügte je nach eingesetztem Farbband über Lift-off- oder Cover-up-Zeichenkorrektur; der Anwender hatte nach der Löschtaste nur noch den zu korrigierenden Buchstaben zu tippen, um ihn vom Blatt zu löschen. Auch hier gab es kurze Zeit später mit der Lexikon 82 eine kompakte, portable Version.

#### Elektronische Schreibmaschinen der Olivetti ET-Serie
1976 stellte Olivetti seinen ersten elektronischen Schreibautomaten TES 501 mit Typenraddrucker, 8-Zoll-Diskettenlaufwerk und einzeiligem Plasmadisplay zur Textbearbeitung vor. Zwei Jahre späterJahr folgte mit der TES 401 eine etwas kleinere Version dieses Textautomaten, die in der Bedienungsanleitung bereits als „Speicherschreibmaschine“ bezeichnet wurde und auf etwa 5 cm im Durchmesser großen „Minidisks“ jeweils einen Text von etwa 8 kB speichern konnte.
Gleichzeitig stellte Olivetti mit der ET 101 die erste elektronische Typenradschreibmaschine der Welt vor, nur mit einzeiligem Korrekturspeicher ausgestattet, welche nur in Italien verkauft wurde. Im darauf folgenden Jahr lösten die ET 201 und die ET 221 dieses erste Modell schon wieder ab. Die 201 hatte nur eine zweistellige Anzeige, welche die noch verbleibenden Zeichen bis zum rechten Rand anzeigte, die 221 war als erste Typenradschreibmaschine mit grün leuchtendem Plasma-Text-Display ausgestattet, das eine visuelle Kontrolle des eingegebenen Textes ermöglichte, bevor er auf Papier gedruckt wurde. Der 221 folgte die leistungsfähigere ET 231. Die 231 unterschied sich von der 221 u. a. durch im Floskelspeicher ablegbare Programme zum wiederkehrenden Ausfüllen von Formularblättern. Die 201 wurde 1981 durch die wieder ohne Anzeige ausgestattete ET 121 abgelöst, die 231 durch die ET 225 mit LC-Anzeige ersetzt, die mit einem Modul „Procard 101“ nachgerüstet werden konnte. Dieses verfügte wie spätere displaybasierte Modelle über eine Silbentrennung, Textkorrekturfunktionen und weitere Programme. Die ET 225 konnte bis auf 64 kB akkugepufferten Floskelspeicher aufgerüstet werden. Ab der ET 201 konnten diverse serielle Schnittstellenmodule (LCU, Line Communication Unit) nachgerüstet werden, welche die Maschinen für den Anschluss an ETV- oder ETS-Systeme oder an das externe Diskettenlaufwerk DU 251 vorbereiteten; eine optionale parallele Schnittstelle ermöglichte den Druckerbetrieb, und mit einem RS-422-Interface wurden DFÜ-Anwendungen erschlossen. Das Topmodell dieser Generation war ab 1982 die ET 351 mit einem oder zwei integrierten 5,25-Zoll-Diskettenlaufwerken und optionaler Teletext-Empfangseinheit. Als Besonderheit waren die Büroschreibmaschinen dieser ersten Generation von Olivetti mit einem Druckwerk ausgestattet, das die Typenrad-Zeichenselektion und die Druckkopfbewegung nicht wie die Konkurrenz mit Schrittmotor, sondern mit Gleichstrommotoren mit Encodern umsetzte. Das war softwaretechnisch aufwändiger, aber schneller und konnte günstiger hergestellt werden, dafür mussten diese Motoren aber mit ihrer jeweiligen Basisplatine abgeglichen werden.
Die zweite Generation von Typenradschreibmaschinen für den Büroeinsatz ab 1984 waren die wie die Mitbewerber mit Schrittmotoren ausgestatteten ET 110, ET 111 und ET 115 (Letztere mit Display) sowie die 1986 noch nachgeschobene, etwas kompaktere ET 109. Im Vergleich zu den Vorgängermodellen war das Druckwerk wesentlich flacher gebaut, wodurch die Keilform der Olivetti ET Serie Büroschreibmaschinen noch stärker betont wurde. Die Farbbandkassetten hatten durch eine dreizeilige Nutzung eine wesentlich höhere Kapazität. Eine Weiterentwicklung stellten ab 1986 die ET 112 und ET 116 dar, die wieder mit weiterentwickelten Gleichstrommotoren mit Encoder arbeiteten, diesmal ohne die Notwendigkeit des Abgleichs, und eine Druckgeschwindigkeit von bis zu 25 Zeichen pro Sekunde erreichten. Diese beiden Maschinen hatten einen 500 Zeichen umfassenden Korrekturspeicher; man konnte damit Text in den letzten sechs Zeilen bedruckten Papiers noch automatisch korrigieren. Die ET 116 hatte ein Display und unterstützte mehrspaltigen Ausdruck.
Die letzte Generation der Olivetti-Büroschreibmaschinen war ab 1989 die ET 2000-Serie, bestehend aus ET 2200, ET 2300, ET 2400, ET 2500 und als Weiterentwicklung ET 2250 MD und ET 2450 MD, die letzten vier jeweils mit LCD-Anzeige. Von einigen dieser Maschinen gab es im Heimatland spezielle „Olivetti Italia“ Sondermodelle, die sich aber im Leistungsumfang nicht von den internationalen Modellen unterschieden. Diese Generation war im Vergleich zu ihren Vorgängern wesentlich einfacher aufgebaut, verwendete wieder Schrittmotoren und kam mit sehr wenig Wartung aus; es gab kaum noch mechanische oder elektronische Einstellmöglichkeiten.
Die Topmodelle der ET Serie ab der ET 225 konnten über eine nachrüstbare Schnittstelle mit einem intelligenten (d. h. mit eigenem Microprozessor ausgestatteten) Diskettenlaufwerk ausgestattet werden, welches neben einem Dokumentenarchiv den Dokumenten-Austausch mit anderen Modellen der ET- und ETV-Serie ermöglichte. Darüber hinaus konnten die meisten ETs mit einer Schnittstelle für DFÜ oder als Drucker aufgewertet werden. Spezielle Schnittstellenkits ermöglichten den Anschluss an einen ETV- oder ETS-Wordprozessor. Die Systeme ETS 1010 und ETS 2010 stammten von Syntrex.

#### Bildschirmschreibmaschinen der Olivetti ETV-Serie
Als Aufrüstmöglichkeit und Zwischenschritt zum PC kann die ETV-Serie (Electronic Typewriter with Video) angesehen werden. Diese Bildschirmschreibmaschinen waren arbeitsrechtlich relevant, da die Arbeit mit ihnen nicht als PC-Arbeitsplatz, sondern weiterhin als Schreibmaschinenarbeitsplatz eingestuft war, was sich in niedrigeren Lohnkosten äußerte, obwohl die Textverarbeitungssysteme ebenso leistungsfähig waren wie zeitgenössische Textverarbeitungsprogramme für PCs.
In Form der ETV 300, ETV 350, ETV 500, ETV 2900 und VM 2000 gab es diese jeweils als externe Box mit Monitor, die an eine mit optionaler Schnittstelle ausgestattete Schreibmaschine der ET-Serie der gleichen Generation angeschlossen werden konnte. Als Massenspeicher dienten Diskettenlaufwerke im 3,5- oder 5,25-Zoll-Format (ETV 300). Die angeschlossene Schreibmaschine diente diesen ETV-Systemen als Tastatur und Drucker. Die ETV 2900 und VM 2000 sind weitestgehend identisch und wurden auch von Triumph Adler für das BS200 Textsystem verwendet.
Mit der ETV 240, ETV 250, ETV 260, ETV 2700, ETV 3000 und ETV 4000s existierten integrierte Systeme, welche mit Textverarbeitungsprozessor, Tastatur und Typenrad- bzw. Thermotransfer-Druckwerk als Einheit verkauft wurden. Die ETV 260, 3000 und 2700 gab es optional statt mit einem zweiten Diskettenlaufwerk mit einer 20-MB-Festplatte. Die ETV 240 und 250 liefen wie die ETV 300 und ETV 350 unter dem Betriebssystem CP/M und dem Textverarbeitungssystem Olitext MWP und basierten auf dem Schrittmotor-Typenrad-Druckwerk der ET 111/115. Die ETV 260, ETV 3000 und ETV 2700 liefen unter MS-DOS und dem zu MWP abwärtskompatiblen Textverarbeitungssystem Olitext SWS (ETV 260) bzw. SWP (ETV 2700), die ETV 4000s unter Windows 3.0 und einer WYSIWYG-Version von Olitext. Die integrierten Drucker konnten auch aus anderen CP/M- bzw. MS-DOS- und Windows-Anwendungen angesteuert werden.
Die ETV 260 von 1987 hatte ein optimiertes Druckwerk der ET 116, erreichte als Typenraddrucker sehr schnelle 30 Zeichen pro Sekunde und verfügte über einen Papiersensor im Druckkopf, der den linken Papierrand und die Breite des eingelegten Papiers ausmessen konnte, den Druckkopf entsprechend an den linken Papierrand positionieren konnte und den Weiterdruck verhinderte, wenn der rechte Papierrand erreicht war. Die ETV 300 ist eine geringfügig modernisierte ETV 260, so angepasst, dass sie den Monitor der ETV 2700 verwenden kann. Olitext SWS/SWP auf der ETV 260, ETV 2700 (ab 1989) und der Kombination aus ETV 500 und ET 112/116 bzw. ETV 2700 und ET 2x00 konnte auf dem jeweiligen Typenraddrucker Tabellen und einfache Liniengrafiken drucken. Die ETV 500 entspricht im Wesentlichen dem Personal Computer Olivetti M19, an den eine Schreibmaschine angeschlossen wird; dieselbe Hauptplatine steckt in der ETV 260 und leicht angepasst in der 3000.
Die ETV 4000s von 1991 verwendete statt eines Typenrad-Druckwerks einen von IBM lizenzierten grafikfähigen Thermotransferdrucker. Der ETV 4000s lag auch ein Handscanner bei, sodass Skizzen und Fotos in die Dokumente integriert werden konnten.
Der CRT-Monitor der integrierten ETV-Systeme konnte an einem mitgelieferten Schwenkarm am Schreibtisch ergonomisch auf Augenhöhe angebracht werden. Die Bilddarstellung war immer monochrom in Grün auf Schwarz bzw. ab der ETV 2700 in noch ergonomischerem Weiß auf Schwarz oder Schwarz auf Weiß (Inversdarstellung) ähnlich dem Monitor SM-124 von ATARI, jeweils mit Helligkeitsabstufungen. Die MS-DOS-Geräte ETV 260, ETV 500, ETV 2700 und ETV 2900 verfügten über eine CGA-kompatible Grafikkarte, die ETV 4000s über VGA.
Die Systeme der ETV-Serie waren in der Lage, die Dokumente ihrer jeweiligen Vorgängermodelle und teilweise von Diskettenlaufwerken der ET-Serie gespeicherte Dokumente zu importieren; auch der Export aus SWS und SWP in ASCII-Text war möglich, sodass über eine Gerätekette selbst Dokumente der ET 351 auf modernen PCs weiterverarbeitet werden konnten. Beispielsweise konnte man Dokumente der ET 351 mit der ETV 300 importieren und im eigenen Format speichern, ETV 300- oder DU 251-Disketten mit ETV 240, ETV 250, ETV 350 und zusätzlichem 5,25-Zoll-Laufwerk DU 251 lesen und im wieder eigenen Format speichern, mit der ETV 260 oder ETV 2700 wieder die ETV 2xx-Dokumente importieren und als „.TXT“ speichern. Eine Textkonvertierung „Rückwärts“ vom moderneren System auf den Vorgänger war allerdings nicht vorgesehen.
Ein Kuriosum dieser Serie ist die wenig erfolgreiche ETV 210s von 1989, ausgestattet mit einem von IBM lizenzierten Thermotransfer-Druckwerk (IBM Quietwriter), das ebenso wie bei den Typenradmaschinen Lift-off-Korrektur ermöglicht, allerdings ohne zusätzliches Korrekturband, und einem zweizeiligen 80-Zeichen-Display und Diskettenlaufwerk, das im CP/M-Format der ETV 240, 250 und 350 speichert. Sie wurde wegen der Ablösung des Typenrads durch das Thermotransfer-Druckwerk als „die Zukunft der Schreibmaschine“ angepriesen, allerdings erfolglos. Aufgrund des LCD passte sie eigentlich nicht in die ETV-Serie. Zur Olivetti ETV-Serie gab es von Mitbewerbern nur wenig Konkurrenz; am ähnlichsten waren die IBM Wheelwriter 50/70 Serien I und II. Telenorma vertrieb die ETV 250 unter eigenem Namen in einem hellbraunen Gehäuse.
Für Heimanwender war um 1989/90 die etwa 1.700 DM teure 9-Nadel-Drucker-basierte Bildschirmschreibmaschine Olivetti CWP 1 (Compact Word Processor) konzipiert, die immer noch mit einem 8-Bit Z-80 Prozessor-Derivat von Hitachi und dem veralteten Betriebssystem CP/M ausgestattet war. Allerdings konnte man damals für das Geld schon einen leistungsfähigen 16/32-Bit Heimcomputer (von Commodore, ATARI, Personal Computer) mit 9- oder 24-Nadel-Druckern und einer wesentlich leistungsfähigeren Textverarbeitung (z. B. Signum!) kaufen, womit man nicht nur Texte verarbeiten konnte. Aber immerhin ermöglichte die Verwendung von CP/M 2.2 im ROM den Datenaustausch über Disketten zu den CP/M-basierten ETV-Modellen und den Import in SWP auf der MS-DOS-basierten ETV 2700. Bemerkenswert ist allerdings die exzellente Druckqualität der CWP-1 wegen der Verwendung eines Carbonfarbbandes in einem Nadeldrucker. Die CWP-1 und deren noch kuriosere Nachfolgerin Editor 100, die eine Mischung aus CWP-1 mit einem Olivetti Prodest PC 1 darstellt, wurden kein Erfolg.

#### Elektronische Schreibmaschinen für den Privatanwender
1982 stellte Olivetti mit der Praxis 30/35 die erste elektronische Reiseschreibmaschine der Welt vor. Diese und die wenig später vorgestellte, etwas größere Praxis 40 hatten lediglich einen Korrekturspeicher von einer Zeile. Die Praxis 41 und Praxis 45D verfügten über ein LCD zur Bearbeitung der Eingabezeile und konnten wie die großen Büroschreibmaschinen mit Display auch Blocksatz und zentrierten Text schreiben. Die Praxis 45D ließ sich über ein seitlich ansteckbares Modul um einen akkugepufferten Konstanten-Text-Speicher erweitern und schloss damit funktional fast an die große ET 221 an. Die Praxis 35 und 40 wurden in den frühen 1980er Jahren von Fremdfirmen häufig über die Tastaturmatrix mit einfachen seriellen oder parallelen Schnittstellen für die Ansteuerung durch Computer ausgestattet. Es folgte die preisgünstige Maschine Praxis 20 bzw. später ET Personal 50 und als Nachfolger der Praxis 41 die ET Compact 60 und die etwas größere ET Compact 70, welche die Möglichkeit boten, eine vom Hersteller angebotene serielle oder parallele Schnittstelle anzuschließen, um die Maschine als Drucker zu verwenden. Bis zur ET Compact 70 verwendete Olivetti für die Typenrad-Drehung („Selektionsmotor“) mit Ausnahme der Praxis 20 / ETP 50 wieder Gleichstrommotoren mit Encoder (Strobescheibe), die bei der Praxis 35 noch als störanfällige Schleifkontakte, danach wie bei den Büroschreibmaschinen optoelektronisch ausgeführt wurden; alle Modelle danach verwendeten einfacher zu implementierende Schrittmotoren. Mit der ET Personal 55/56 und ET Compact 65/66 erschien die letzte Generation elektronischer Reiseschreibmaschinen von Olivetti, die in einer beinahe unübersehbaren Anzahl von Variationen unter verschiedenen Produktnamen über verschiedene Vertriebskanäle bis hin zu Supermarktketten verkauft wurden: Praxis 100, Praxis 200, Lettera 504, Lettera 540, PT 505, ET Personal 1000, ET Personal 1250 usw. Diese Maschinen unterschieden sich von den vier Ausgangsversionen nur durch ihre Gehäuseformen. Die Top 100 war vorübergehend ein spätes Topmodell dieser Serie mit 3,5-Zoll-Diskettenlaufwerk und 16-zeiligem Display, war aber nur eine umgelabelte Triumph Adler Gabriele FPS, die dann allerdings von der Studio 802 und baugleichen PTP 820, die wieder auf Olivetti-Technik basierten, abgelöst wurden, diese beiden Maschinen integrierten auf dem großen Display nicht nur eine Textverarbeitung, sondern auch eine Lotus 1-2-3 kompatible Tabellenkalkulation, Adressverwaltung, Serienbrieffunktion und Terminkalender. Die letzten Modelle portabler Kofferschreibmaschien waren die Jetwriter 900 und 910, welche im Prinzip ein Olivetti JP90-Tintenstrahldrucker mit davor gebauter Tastatur waren, die Jetwriter 900 mit einem ähnlich großen Display wie die Studio 802 / PTP 820, die 910 mit angeschlossenem VGA-Monitor, beide Maschinen nutzten eine grafische Benutzeroberfläche, auf der als Anwendungen Textverarbeitung, Tabellenkalkulation, Adressverwaltung, Serienbrieffunktion und Terminverwaltung zur Verfügung stehen, als Massenspeicher wurde ein MS-DOS kompatibles 3,5 Zoll Diskettenlaufwerk verwendet.

#### Gemeinsame Eigenschaften aller Olivetti-Typenradschreibmaschinen
Von den beiden letzten Generationen ET 11x und ET 2000-Serie gab es neben der Normal- jeweils eine „Breitwagenversion“, in der DIN A3 quer oder DIN A2 längs eingespannt und vollständig bedruckt werden konnten. Die Normalversion schaffte je nach Zeichenabstand 132 (10 CPI), 158 (12 CPI) oder 198 (15 CPI) Zeichen pro Zeile (A4 quer und etwas breiter). Als Zeilenabstände war 1, 1.5, 2 und 2.5 vorgesehen. Ab der ET 112/116 konnten Zeichen hoch- und tiefgestellt werden und man konnte das Papier durch einen neuen Zeilenvorschubsantrieb stufenlos auf und ab bewegen. Automatisches Unterstreichen, Fettdruck und Fett unterstrichen waren die Standard-Textattribute, die diese Maschinen beherrschten. Die ET 225 und spätere Modelle beherrschten teils auch den Inversdruck, bei dem die Buchstabenfläche zunächst mit senkrechten Strichen „|“ in Microschritten geschwärzt und der zu druckende Buchstabe dann mittels Korrekturband in Weiß „herausgehoben“ wurde. Alle Typenradmaschinen des Herstellers Olivetti von der TES 501 bis zur ET 2xxx-Serie und die portablen Reiseschreibmaschinen verwenden die gleichen Typenräder, ab der ET 11x und den darauf basierenden ETV-Systemen mittels eines Adapters, der das Einlegen des Typenrads in das Druckwerk erheblich erleichtert. Ab der ET 111 konnten die professionellen Büroschreibmaschinen der ET und ETV-Serie mittels einer Kodierung aus reflektierender Flächen auf dem inneren Kreis des Typenrads den Schaltschritt (10, 12, 15 oder Proportionalschrift), die aus der Buchstabengröße abhängige Abdruckfläche benötigte Anschlagstärke und die nationale Zeichensatzkodierung des Typenrads automatisch ablesen.
All diese Maschinen fielen durch ihr außergewöhnliches Design auf. Typisch für die 1980er Jahre war die meist sehr kantige Gestaltung mit ebenen Flächen und einer deutlich sichtbaren Keilform. Von der ET 121 bis zur ET 116 und ETV 350 und von der Praxis 30 bis zur ET Compact 60 waren die Maschinen in einem sehr dunklen Braungrauton, fast schwarz, mit weißer Beschriftung gehalten. Ab der ET Compact 70, der ET 109 und der ETV 260 wurden die Büroschreibmaschinen nach neueren Ergonomie-Erkenntnissen in einem hellen Graubeige-Ton gestaltet. Die späten Reiseschreibmaschinen kamen teils vergleichsweise bunt daher, die Praxis 100 gab es z. B. in einem hellen Blau-Ton, der an die mechanische Lettera 22 und 32 erinnern sollte, die Personal 55/56/65/66 hatte pastellgelbe Walzendrehknöpfe. Für das Design all dieser Maschinen war der italienische Star-Designer Mario Bellini verantwortlich, der sehr viele Produkte für Olivetti gestaltete.
Spätestens 1994 wurde die Produktion von Schreibmaschinen bei Olivetti eingestellt. Der PC hatte seinen Siegeszug über die Schreibmaschine weitgehend abgeschlossen.

### Drucker und Kopierer
Die frühen Olivetti-Computer der Programma-, Pxxxx- und TCV-Serien und Buchungs- und Rechenmaschinen hatten schon immer integrierte Druckwerke verschiedener Bauart für die Darstellung der Rechenergebnisse, da die Technik einer Display- oder Bildschirmanzeige anfangs noch teuer war. Dabei wurden verschiedene Verfahren wie Thermodrucker, Typenhebelantriebe, Walzendrucker und Nadeldrucker eingesetzt, die alle aus eigener Entwicklung und Fertigung stammten. Auch im Bereich der Fotokopierer hatte man mit der Copia-Serie Erfahrungen. Als Olivetti anfing, seine Minicomputer der L1-Serie und später seine Personal Computer anzubieten, konnte auf diese Erfahrungen zurückgegriffen und es konnten gleich zum Computer passende Drucker angeboten werden. Zumeist waren das Nadeldrucker der älteren PR- und der neueren DM-Serie, die aus unterschiedlichen Leistungsklassen von 9- und 24-Nadel-Druckern bestand. Am bekanntesten dürfte der Epson-FX-kompatible DM-105-Farbnadeldrucker sein, der von Commodore als MPS 1500 C vertrieben wurde. Mit dem DY-800 hatte Olivetti den schnellsten Typenraddrucker der Welt im Programm; er schaffte wie damals gängige Nadeldrucker 80 Zeichen pro Sekunde und basierte auf einem extrem hochgezüchteten Druckwerk der Büroschreibmaschine ET 225. Die Laserdrucker von Olivetti beruhten allesamt auf Druckwerken anderer Hersteller, z. B. von Hewlett-Packard oder TEC. Auch bei der Entwicklung der Tintenstrahldrucker spielte Olivetti eine Rolle, wiewohl man nie die Bedeutung von HP, Canon und Epson erreichte, die bekanntesten Modelle waren hier der JP 90, JP 150 und JP 350.

### Rechenmaschinen und Buchungsautomaten
Olivetti entwickelte ab den 1930er Jahren diverse Serien mechanischer Rechenmaschinen, die durch ihr kompaktes Design auffielen. Die Maschinen der Summa-Serie beherrschten die Rechenarten Summe und Differenz. Die elektrischen Divisumma-Geräte ab der Mitte der 1950er Jahre konnten über Walzenrechenwerke auch multiplizieren und dividieren. Mit den elektronischen Divisumma ab 1972 und Logos-Serie ab 1975 erschienen erste elektronische Rechenmaschinen; hierunter befinden sich einige außergewöhnlich gestaltete Geräte wie die wegen ihrer Form „Trillerpfeife“ genannte Divisumma 28 und der druckende Taschenrechner Logos 9. Daneben stellte Olivetti verschiedene mechanische, elektromechanische und elektronische Buchungsautomaten wie die weit verbreitete A4 her, die Datev-zertifiziert waren.

### Personal Computer
Olivettis erster Personal Computer, die M20 mit der CPU Zilog Z8001, wurde 1982 herausgebracht. 1984 war Olivetti mit 25 % bei AT&T eingestiegen, um 1989 zu einer Mehrheitsbeteiligung zu kommen. Dieses Vorhaben scheiterte. 1985 übernahm Olivetti einen einflussreichen Anteil am britischen Computerhersteller Acorn Computer Ltd., an dem auch Thomson SA beteiligt war. Olivetti verkaufte daraufhin das Modell Thomson MO6 und das Modell Acorn BBC Master Compact unter dem Markennamen Olivetti Prodest PC128 und PC128s. Während sich die Kundschaft der zugekauften Gesellschaft (u. a. Universitäten und Schulen) als weitaus weniger lukrativ herausstellte als erhofft, profitierte Olivetti von den Forschungskapazitäten, die 1986 zur Gründung des Olivetti Research Laboratory in Cambridge führten, wo das Virtual Network Computing entwickelt wurde. An der Entwicklung der Acorn Risc Machine, des Standardprozessors der meisten heutigen Tablets und Smartphones, war Olivetti auf diese Weise zumindest finanziell beteiligt.
Erwähnenswert ist insbesondere der Personal Computer M24, der als zweiter Klon des IBM PC gilt, lange Zeit der kompatibelste Klon überhaupt war und mit seinem 8086-Prozessor mit 8 MHz etwa doppelt so schnell war wie der IBM XT. Die M24 konnte mit einer Z8000-Karte ausgestattet werden, womit Software der M20 ausgeführt werden konnte. Neben MS-DOS wurde CP/M-86 für die M24 angeboten, und Olivetti vertrieb auch das grafische System GEM für die M24. Die M24 war lange Zeit der Standard-PC für die Kommunikation mit der Datev. Die M21 war eine portable Version der M24, die M19 eine kompaktere Version mit 8088 CPU. Die M24SP taktete mit 10 MHz und hatte eine größere, spezielle Grafikauflösung, die gerne für CAD-Anwendungen verwendet wurde. Die M28 mit 80286 war nicht ganz so erfolgreich, da sie mit lediglich 8 MHz Prozessortakt langsamer war als die Konkurrenz; späte Modelle wurden daher mit wieder konkurrenzfähigen 12 MHz ausgeliefert. Mit dem M22 zeigte Olivetti sehr früh einen LCD-basierten Laptop mit 8088-Prozessor; verkauft wurde wenig später relativ erfolgreich der M15 mit zwei Diskettenlaufwerken.
Einige Olivetti-PCs wurden in dieser Zeit in den USA von AT&T und Xerox mit eigenen Bezeichnungen vertrieben; so entsprechen der AT&T 6300 und der Xerox 6060 der Olivetti M24.
Danach wird das Angebot an Olivetti-PCs unüberschaubar, insbesondere von der M380 mit 80386-Prozessor und der M300 mit 80386SX-Prozessor gab es viele Varianten, die sich in Grafikfähigkeit und Taktfrequenz unterschieden. Mit der CP486 („Computing Platform“) zeigte Olivetti 1989 die erste EISA-Bus-basierte 80486-Workstation, die als LSX-5010 (25 MHz) und LSX-5020 (33 MHz) in einem großen Towergehäuse in Serie ging. Als M486 wurde ein Desktoprechner auf der Basis dieser Hardware verkauft. Die LSX 5010/5020 konnte zusätzlich zum 80486 um einen arithmetischen Koprozessor von Weitek und einer Intel i860-CPU erweitert werden, es war von Microsoft in Zusammenarbeit mit dem Olivetti-Research-Center in Cupertino vorgesehen, auf dem RISC-Prozessor Windows NT zu portieren, um die x86-Prozessoren abzulösen, was sich aber nicht als performat erwies, dieser Zweig von NT wurde schnell wieder aufgegeben. Weitere Modelle der LSX- und Netstrada-Serie wurden mit den Betriebssystemen Windows NT, OS/2, Xenix, einem speziell lizenzierten „Olivetti Unix“ und Novell-Netware als Highend-Workstation oder Server vertrieben, teils unter dem Label des aufgekauften Herstellers Triumph-Adler. Mit der P500 und der P800 wurden 1992 IBM PS/2-kompatible Systeme mit Microchannel-Architektur vorgestellt.
In Kooperation mit TA wurden die Laptops der S-/D-Serie produziert, bei TA Walkstation genannt. So waren z. B. der S20 mit der Walkstation 386SX und der D33 mit der Walkstation 386-33 jeweils baugleich. Spätere Notebooks von Olivetti wie die Philos- und Echos-Serien wurden zumeist von Auftragsfertigern in Fernost produziert. Späte, aus der Masse herausragende PC-Produkte waren der Mini-Laptop Quaderno, der als direkter Vorläufer der Netbooks anzusehen ist. und der Multimedia-PC Olivetti Envision im HiFi-Geräte-Format.
Während seit der Vorstellung der M24 bis zu den ersten Pentium-Systemen der M4- und M6-Modulo-Serie der Vertrieb an Geschäftskunden recht erfolgreich war, konnte Olivetti im Privatkundengeschäft kaum PCs absetzen, obwohl man mit der PCS-Serie Einsteigergeräte im Angebot hatte. Der Olivetti Prodest PC1, der eigentlich dem Schneider Euro PC Konkurrenz machen sollte, wurde wie der von Acorn übernommene Prodest PC-128 in Deutschland erst gar nicht angeboten.
Für die elektronischen Schreibmaschinen und PCs produzierte Olivetti viele Komponenten selbst. So gab es mit der OPE (Olivetti Peripherals) ein Subunternehmen, das für Olivetti Diskettenlaufwerke, Festplatten, Druckköpfe und ähnliche feinmechanische Bauteile herstellte. Etwa Mitte der 1990er Jahre wurde die Entwicklung eigener PCs eingestellt, da man nicht mehr mit den billig in Fernost eingekauften Komponenten mithalten konnte, fortan wurden viele Standard-Komponenten und sogar Barebones von zumeist taiwanischen Herstellern wie MSI assembliert und unter der Modellreihe Advalia vertrieben. In den 2010er Jahren wurden nochmal OEM-gefertigte Netbooks und Tablets unter dem Namen Olibook bzw. Olipad vertrieben.

### Designmeilensteine

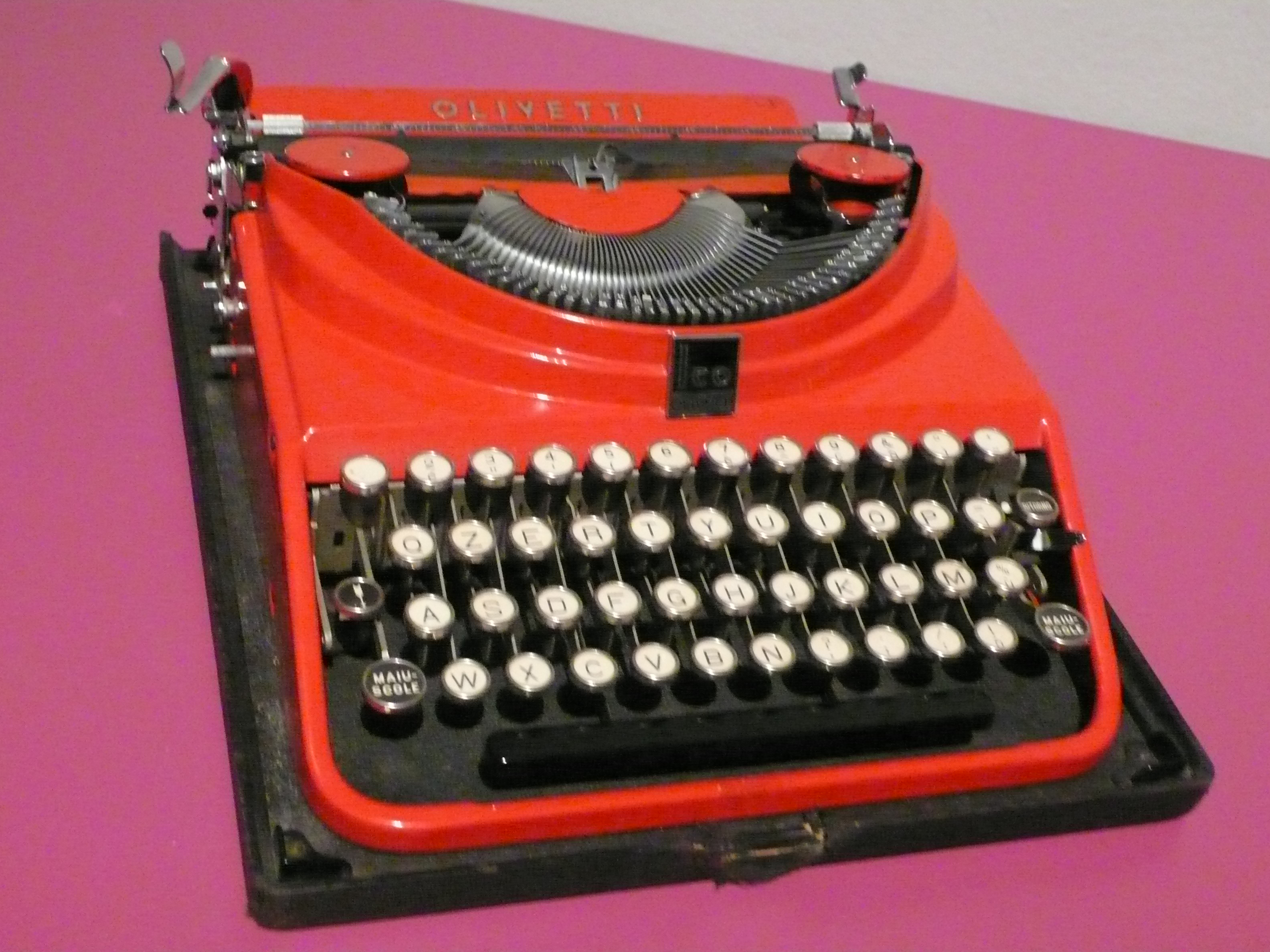
Olivetti MP1 Ico von 1932 (Konstrukteur: Riccardo Levi; Design: Aldo Magnelli)
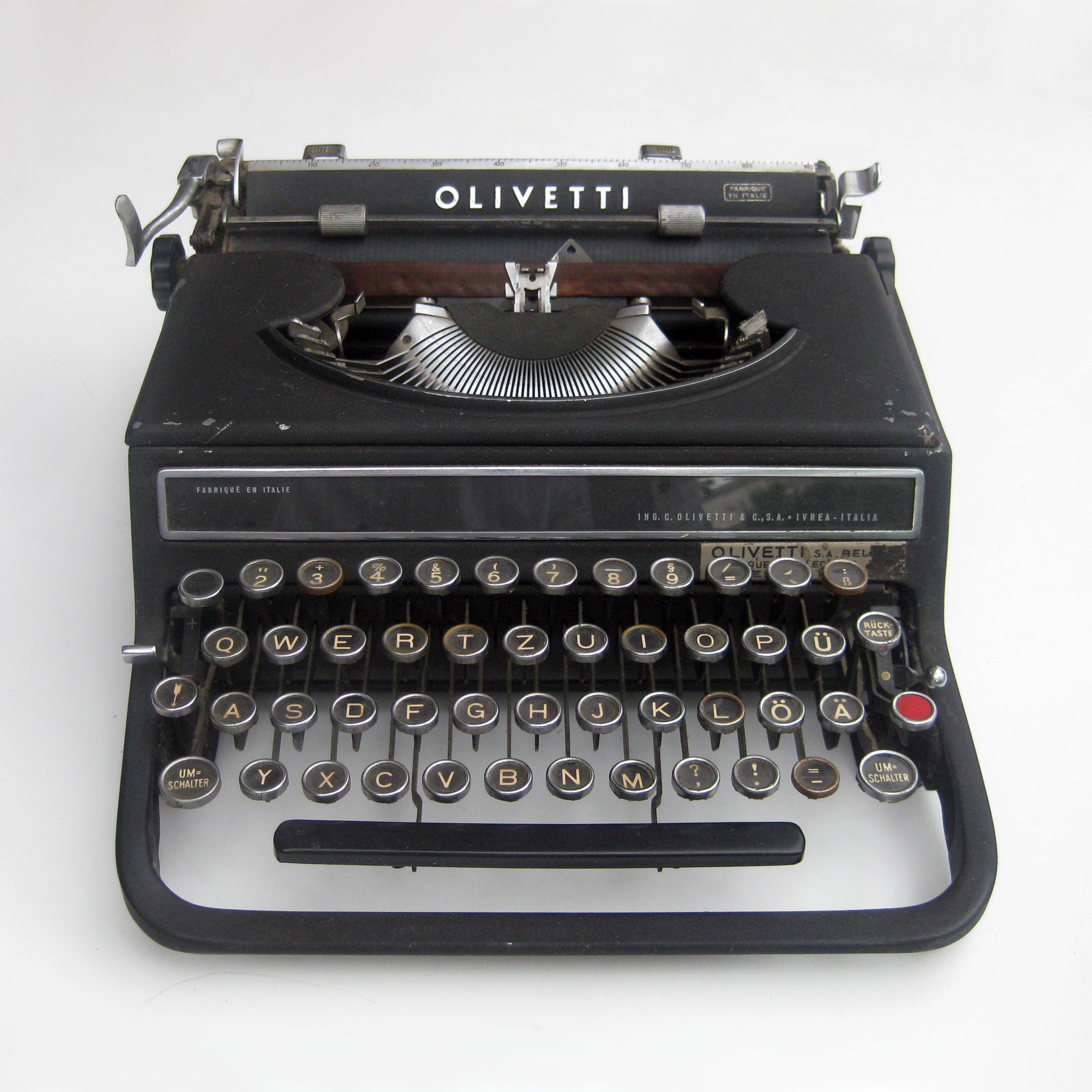
Studio 42 von 1935, Entwurf: Xanti Schawinsky sowie Büro Figini & Pollini
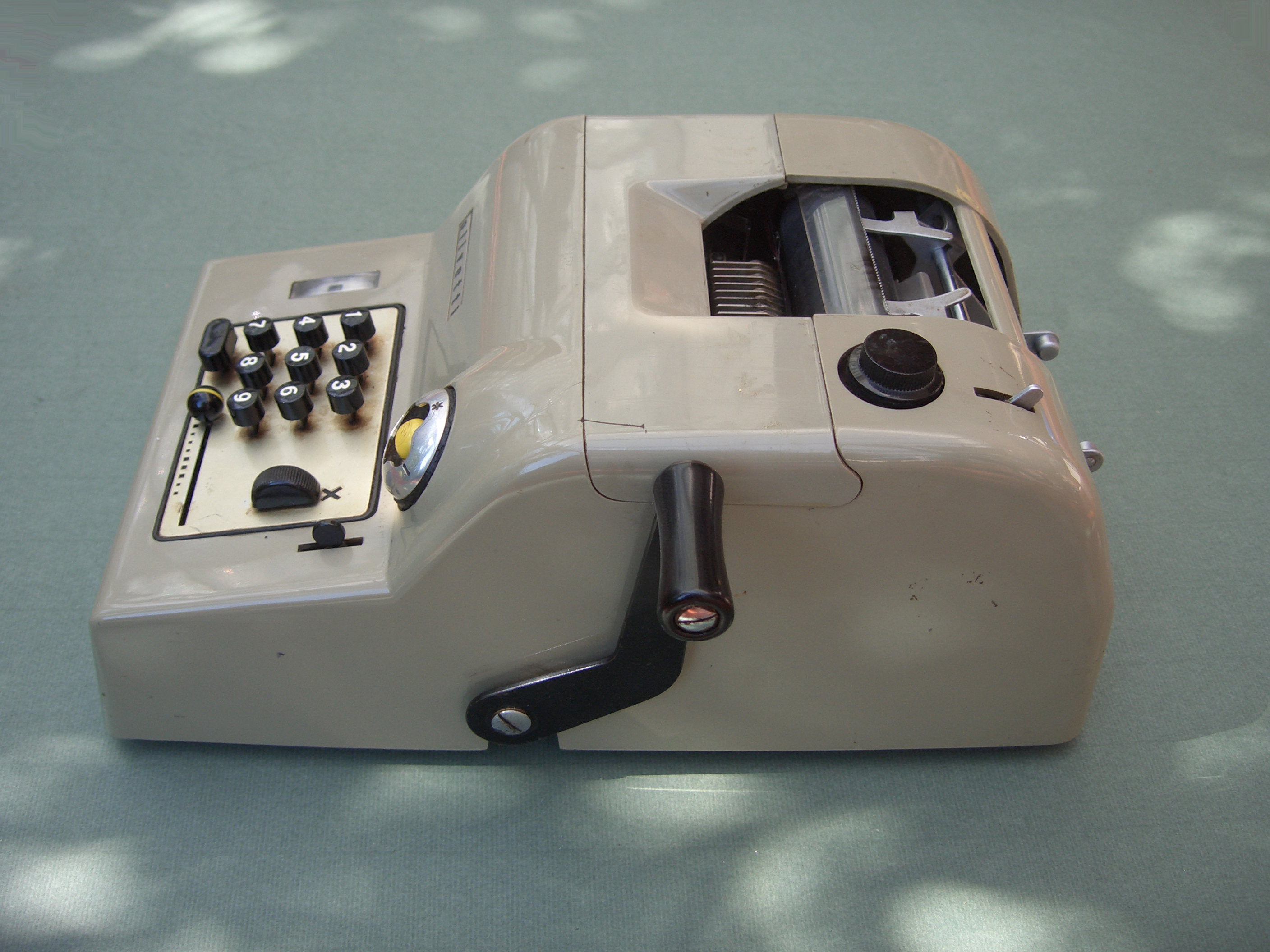
Rechenmaschine Summa 15 von 1949, Entwurf Marcello Nizzoli
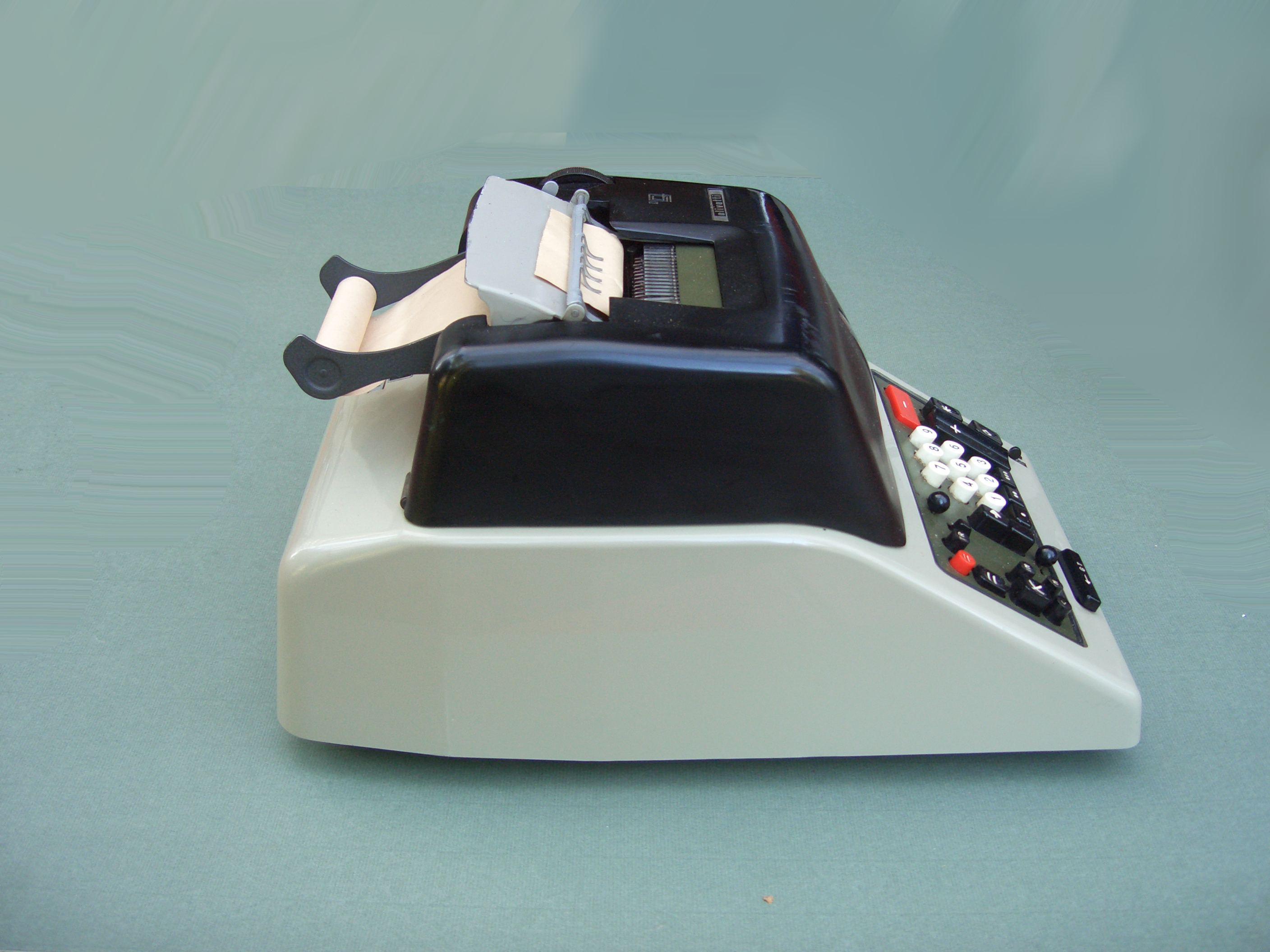
Rechenmaschine MC 24 von 1956, Entwurf Marcello Nizzoli
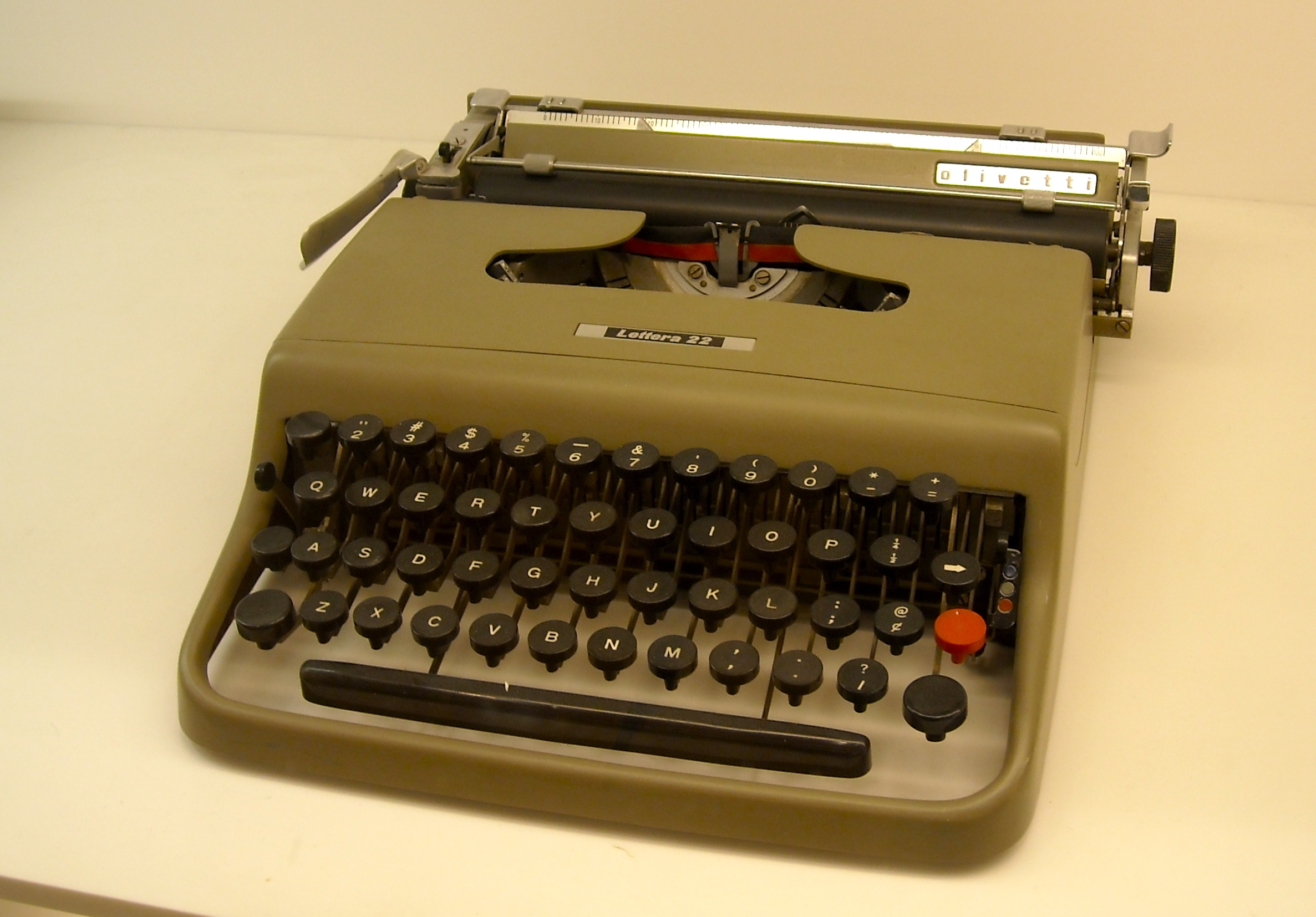
Lettera 22 von 1950, Entwurf Marcello Nizzoli
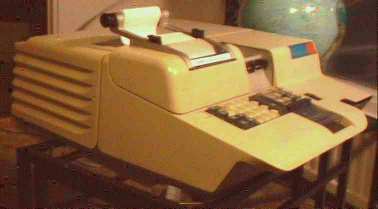
Computer Programma 101
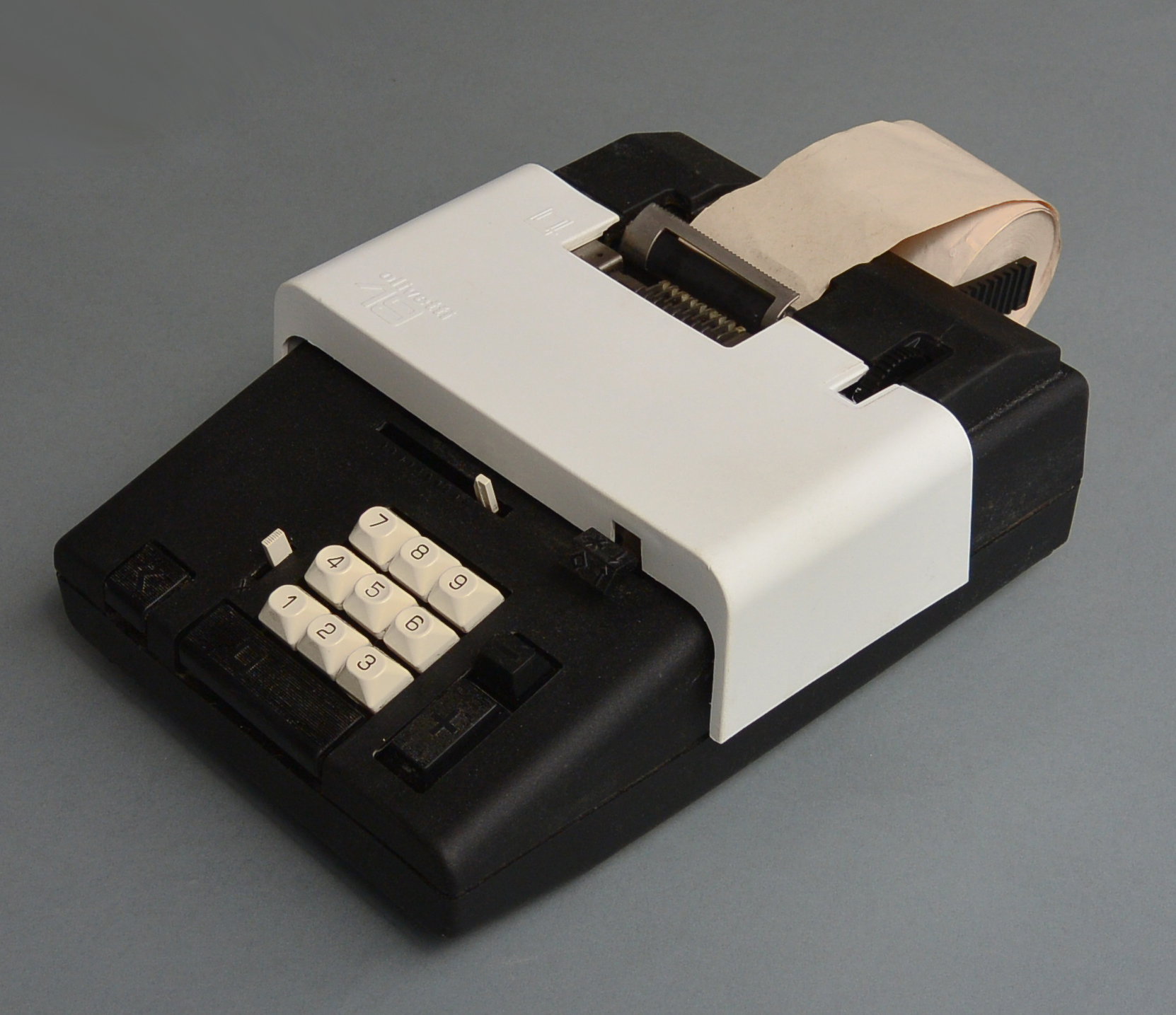
Summa 19 von 1969, Entwurf Ettore Sottsass und Hans von Klier
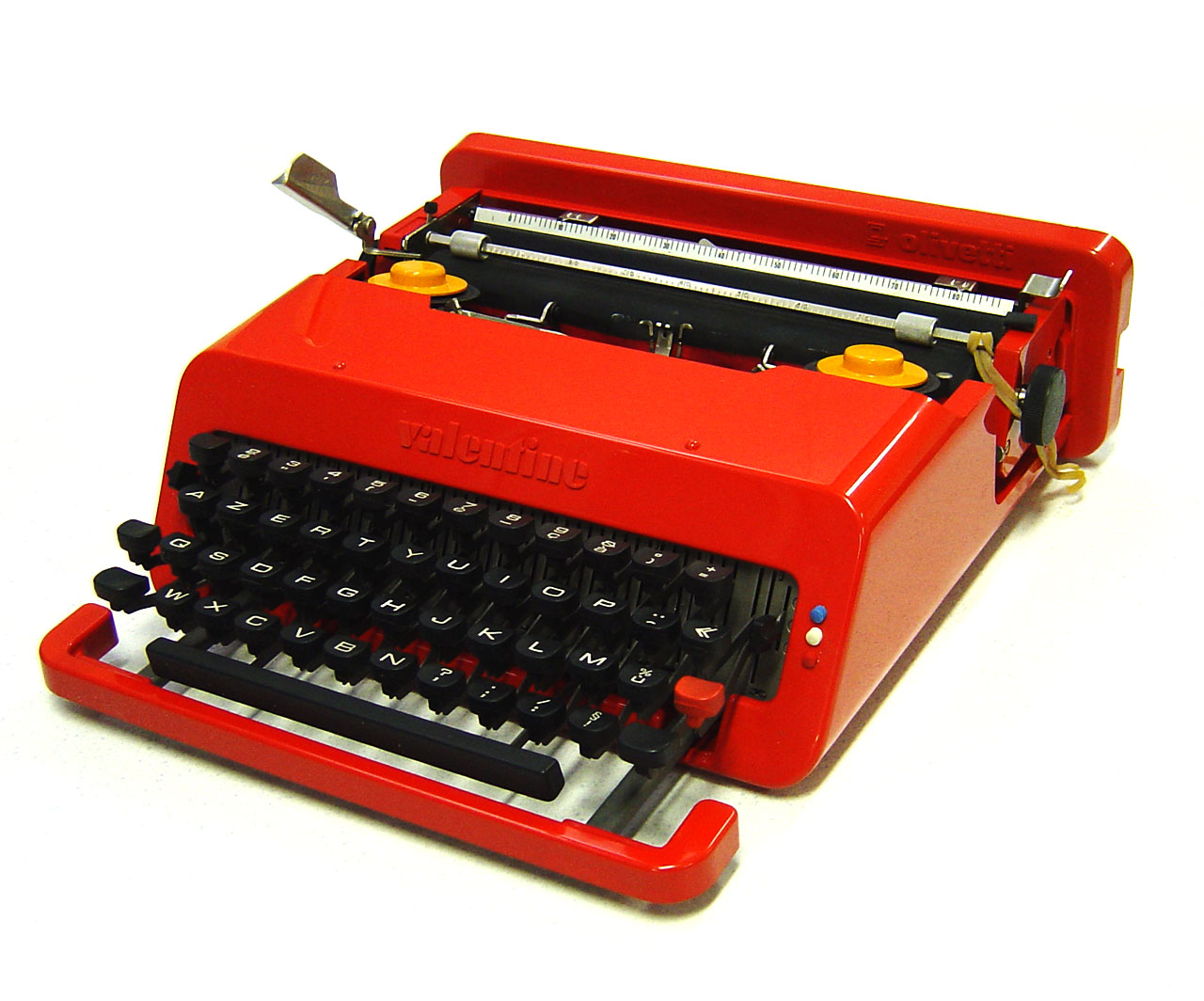
Kofferschreibmaschine „Valentine“, entworfen 1969 von Ettore Sottsass
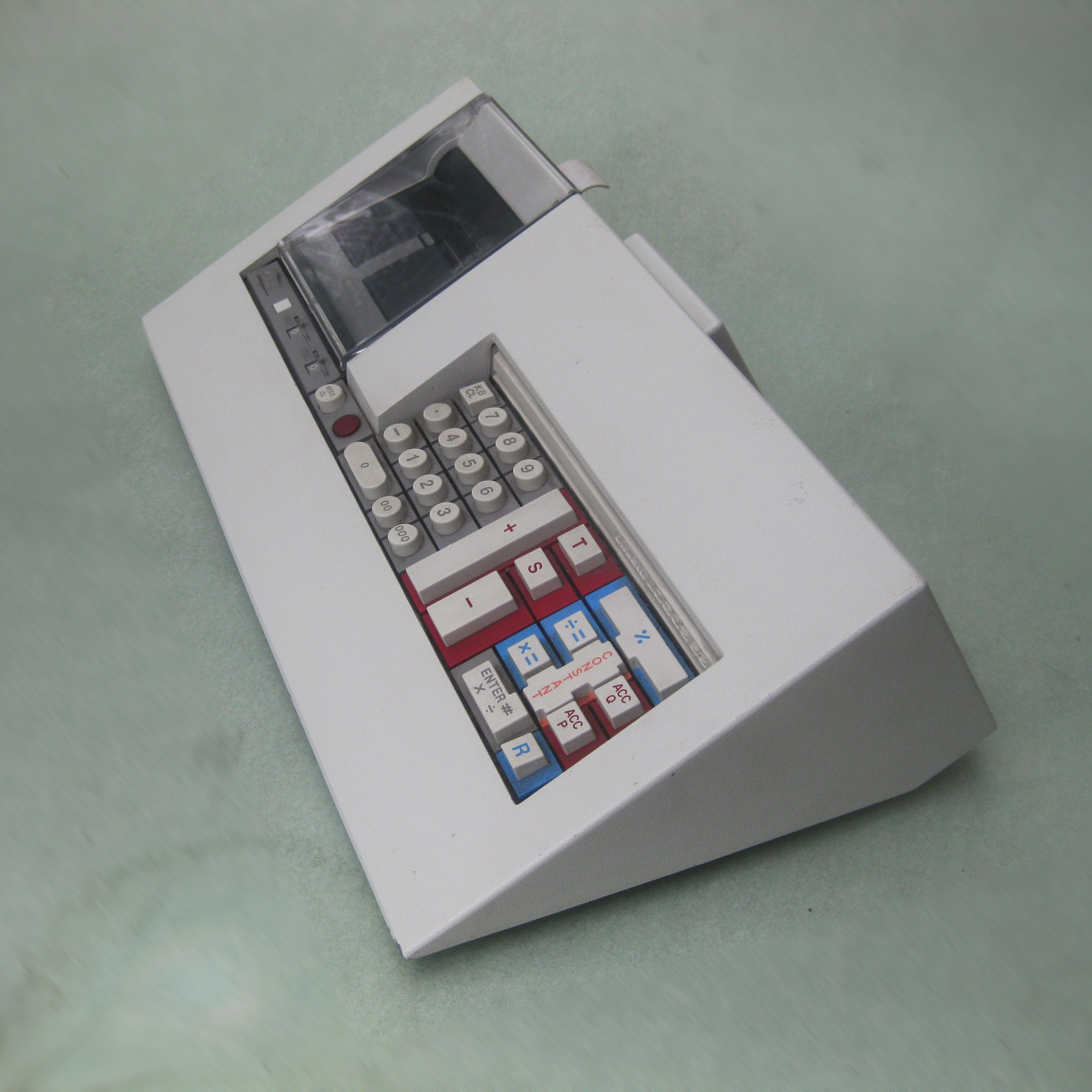
Rechenmaschine Logos 58, entworfen 1972 von Mario Bellini
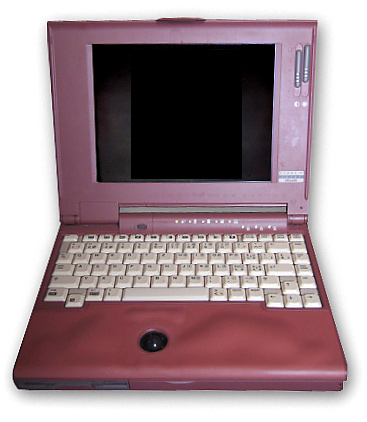
Notebook Echos 44, entworfen 1993 von Michele De Lucchi

## Trivia
- 1980 soll es auf einer Büromaschinenausstellung zu einer peinlichen Auseinandersetzung zwischen Olympia und Triumph-Adler gekommen sein, bei der es darum ging, wer von beiden nun die erste elektronische Typenradschreibmaschine entwickelt hatte. Dass Olivetti zu diesem Zeitpunkt mit seiner ET 101 und ET 221 schon beinahe zwei Jahre auf dem Markt war und gerade seine zweite Generation elektronischer Büroschreibmaschinen und mit der Praxis 30/35 die erste elektronische Kofferschreibmaschine vorstellte, fiel erst später auf.
- In der Olivetti-Zentrale in Frankfurt-Niederrad gab es auf den Fluren alle 5 Meter in die Wand eingelassene Aschenbecher.